# AZ in Europa
In het seizoen 1977/78 speelde AZ voor het eerst Europees voetbal onder auspiciën van de UEFA. De UEFA organiseert drie toernooien waarvoor de mannen van AZ zich kunnen kwalificeren: de UEFA Champions League, de UEFA Europa League en de UEFA Europa Conference League. Plaatsing voor deze toernooien kan geschieden via een topresultaat in de Eredivisie, door winst in de play-offs,  door middel van het winnen van de KNVB beker of door de eindzege in een van de Europese toernooien. Inmiddels hebben de mannen van AZ zich 24 keer geplaatst voor Europees voetbal.

De vrouwen van AZ hebben zich drie keer geplaatst voor Europees voetbal en het hoogste jeugdteam (Onder 18) heeft zich inmiddels vijf keer geplaatst voor Europees voetbal. Dit artikel richt zich voornamelijk op de prestaties van de mannen.
AZ is met haar aantal gespeelde Europese wedstrijden na Ajax, PSV en Feyenoord de Nederlandse club met de meeste Europese ervaring. Vele gerenommeerde clubs heeft AZ tijdens de Europese campagnes ontmoet. Zo speelde AZ onder andere wedstrijden tegen meervoudig Champions League en/of Europacup I winnaars FC Barcelona, Liverpool, Internazionale, Benfica en Manchester United.
Daarnaast is AZ een van de vijf Nederlandse clubs die ooit een Europacup finale heeft gespeeld. In 1980/81 speelde AZ in de UEFA Cup tegen Ipswich Town de finale over twee duels. De eerste wedstrijd werd drie dagen na het behalen van haar eerste landskampioenschap in de clubgeschiedenis gespeeld. AZ verloor mede hierdoor deze uitwedstrijd met 3-0. In de return probeerde AZ dit nog recht te zetten, maar de overtuigende 4-2 overwinning was niet voldoende voor de eindzege.
Ook heeft AZ met 32 ongeslagen thuiswedstrijden in Europees verband een bijzondere reeks neergezet. Door de thuisnederlaag tegen Everton in de groepsfase van de UEFA Cup 2007/08 eindigde deze reeks.

## De Europese campagnes in vogelvlucht
In totaal speelde AZ 23 seizoenen Europees voetbal. Dat leverde 210 wedstrijden op tegen 103 verschillende tegenstanders uit 34 verschillende landen. Daarbij werd er in 1975 en 1988 ook nog gestreden om de Intertoto Cup, maar dit betroffen toen geen officiële wedstrijden en worden daarom niet in deze statistieken meegenomen. Het onderstaande overzicht geeft een korte beschrijving van hoe de Europese campagnes voor AZ verliepen, opgedeeld in blokken van opeenvolgende Europese seizoenen.

### 1977-1979

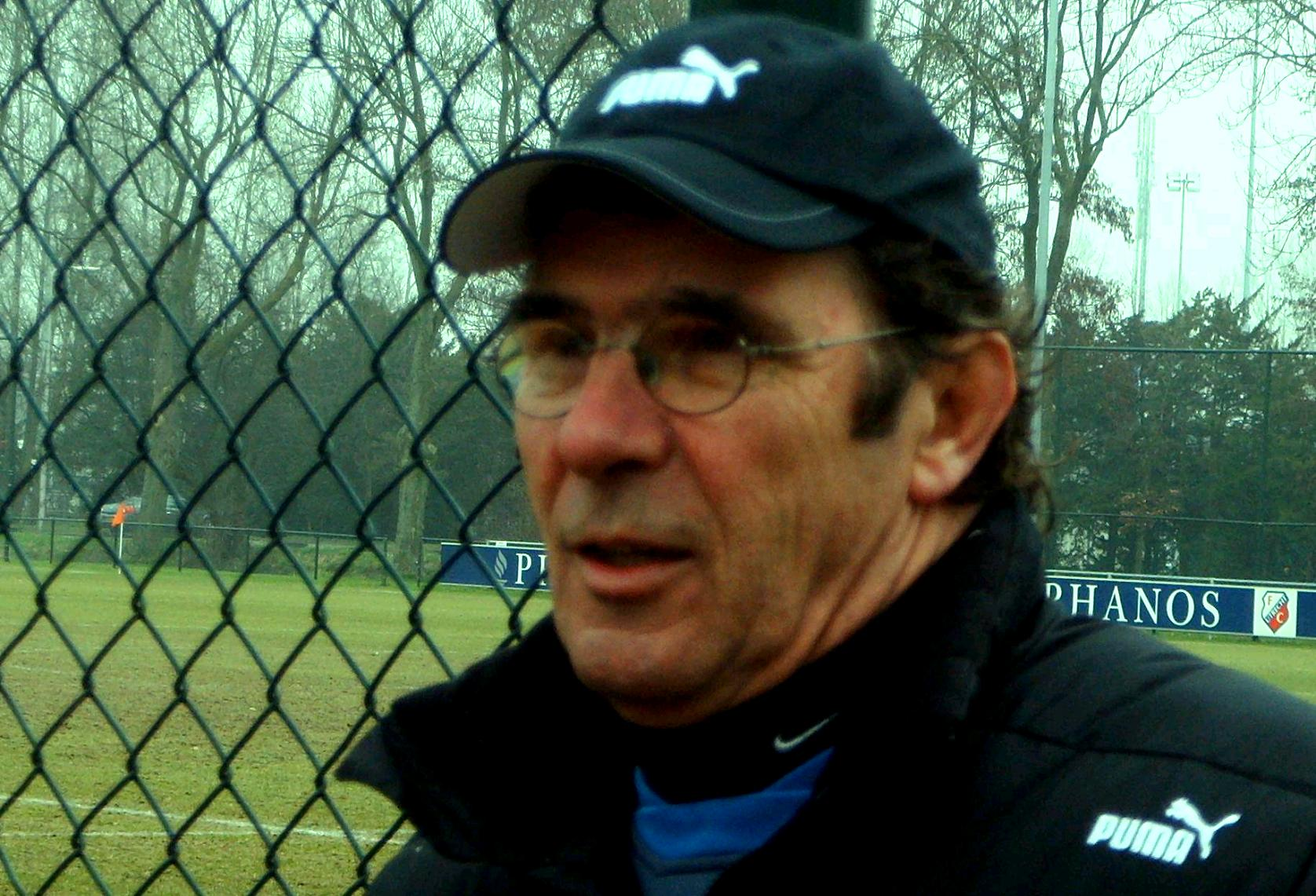
Willem van Hanegem scoorde het eerste Europese doelpunt voor AZ.

#### UEFA Cup 1977/78
Door een derde plaats in de Eredivisie van seizoen 1976/77 plaatste AZ zich voor het eerst in haar bestaan voor Europees voetbal. In de eerste ronde van de UEFA Cup boekte AZ meteen twee historische zeges op Red Boys Differdange uit Luxemburg. Thuis werd met 11-1 de grootste overwinning van AZ in Europees verband geboekt (tevens de grootste zege van AZ in een officiële wedstrijd) en ook de 5-0 uitoverwinning is door AZ nimmer overtroffen in Europees verband. De tweede ronde tegen het FC Barcelona van Johan Cruijff en Johan Neeskens was het eindstation van deze Europese campagne. Na een 1-1 gelijkspel thuis, werd het ook in Camp Nou 1-1. Een verlenging bracht geen verandering aan deze stand, waardoor strafschoppen genomen moesten worden. Deze werden beter genomen door de Catalanen: FC Barcelona scoorde ze alle vijf, terwijl bij AZ de derde penalty in de serie door Kristen Nygaard gemist werd (5-4).

#### Europacup II 1978/79
Door het winnen van de KNVB beker in 1978 plaatste AZ zich voor de Europacup II. Dit was het kortste Europese avontuur van AZ tot seizoen 2012/13. Ipswich Town was over twee wedstrijden te sterk (0-0 en 2-0).

### 1980-1983

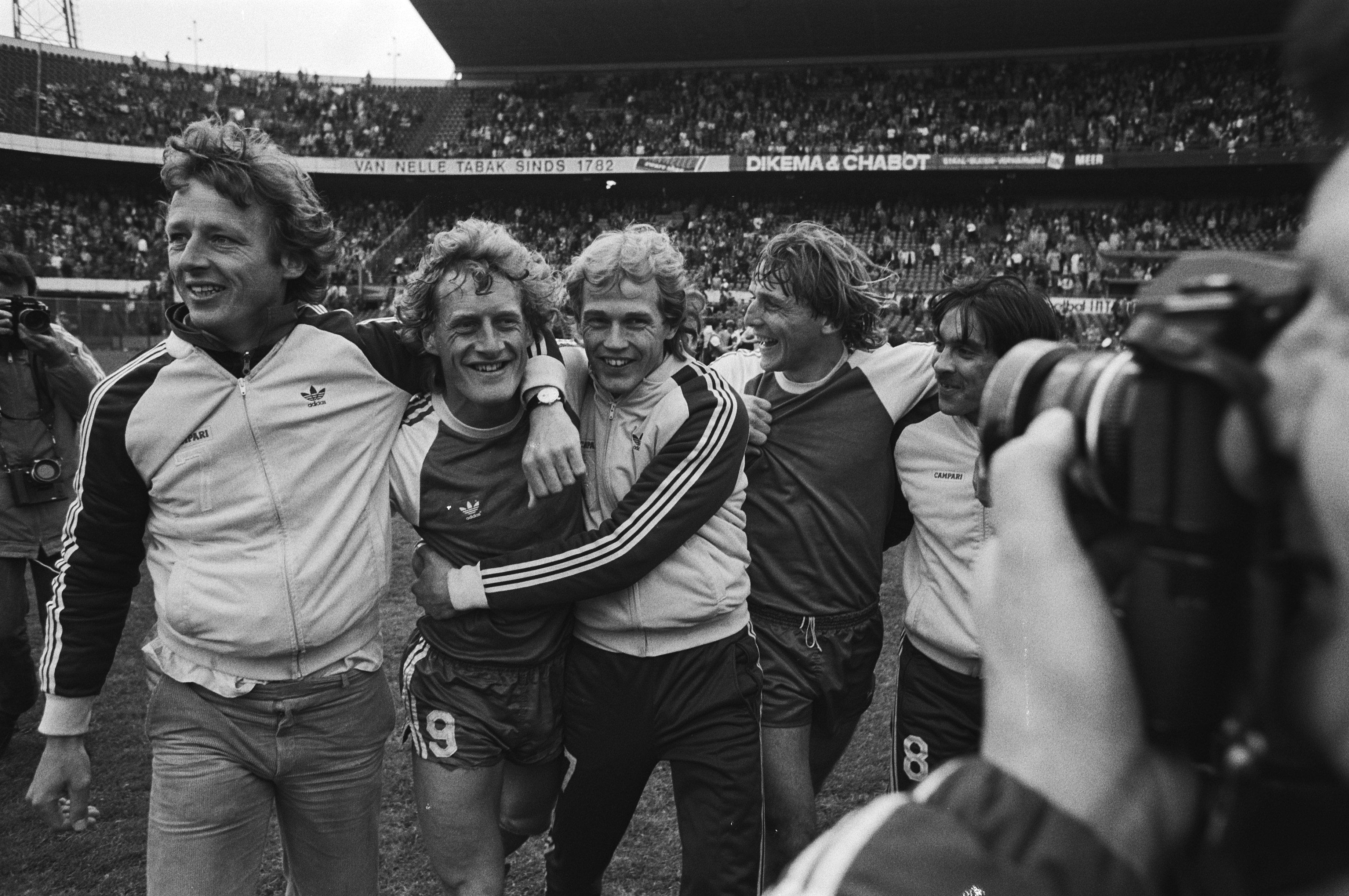
Vreugde op het veld nadat AZ op bezoek bij Feyenoord na een 1-5 zege voor het eerst kampioen van Nederland werd op 3 mei 1981 en zich hierdoor plaatste voor de Europacup I in het volgende seizoen 1981/82. Links op de voorgrond linksback Hugo Hovenkamp in trainingsjack, en centrumspits Kees Kist (nummer 9).

#### UEFA Cup 1980/81
Door een tweede plaats in de Eredivisie van 1979/80 mocht AZ na een jaar afwezigheid weer meedoen aan een Europees toernooi. Dit werd het meest succesvolle jaar in de clubhistorie. Naast het landskampioenschap en de KNVB beker haalde AZ ook de finale van de UEFA Cup. Na in de eerste ronde af te rekenen met opnieuw Red Boys Differdange, werden achtereenvolgens Levski-Spartak, FK Radnički Niš, SC Lokeren en FC Sochaux aan de zegekar gebonden. Uiteindelijk vond AZ opnieuw haar meerdere in Ipswich Town. In deze tweedelige finale werd het 5-4. Drie dagen na het behalen van het eerste landskampioenschap werd de eerste wedstrijd, met het feest en alcohol nog in de benen, in Ipswich verloren met 3-0, waardoor de 4-2-overwinning van AZ thuis (in het Olympisch Stadion) 2 weken later niet genoeg was.

#### Europacup I 1981/82
Voor het eerst plaatst AZ zich vanwege het kampioenschap in het seizoen 1980/81 voor het hoogste Europees toernooi, de Europacup I voor landskampioenen. Hierin trof zij in de eerste ronde IK Start. De Noorse kampioen bleek niet sterk genoeg om de Alkmaarders te verrassen (4-1). Vervolgens trof AZ titelverdediger Liverpool FC, waartegen AZ net tekortkwam om de kwartfinale te halen (2-2 en 2-3). Zo kwam er voor de derde keer op rij door een Engelse club een einde aan het Europees seizoen van de club uit Alkmaar.

#### Europacup II 1982/83
Door de bekerwinst in 1982 kon AZ voor de tweede keer meedoen aan de Europacup II. In de eerste ronde werd de bekerwinnaar van Ierland, Limerick United, over twee wedstrijden nipt verslagen (2-1). In de tweede ronde wist AZ thuis Internazionale nog wel met 1-0 te verslaan, maar verloor zij de return met 2-0 en kwam er een einde aan het laatste Europacup II avontuur van AZ.

### 2004-2008

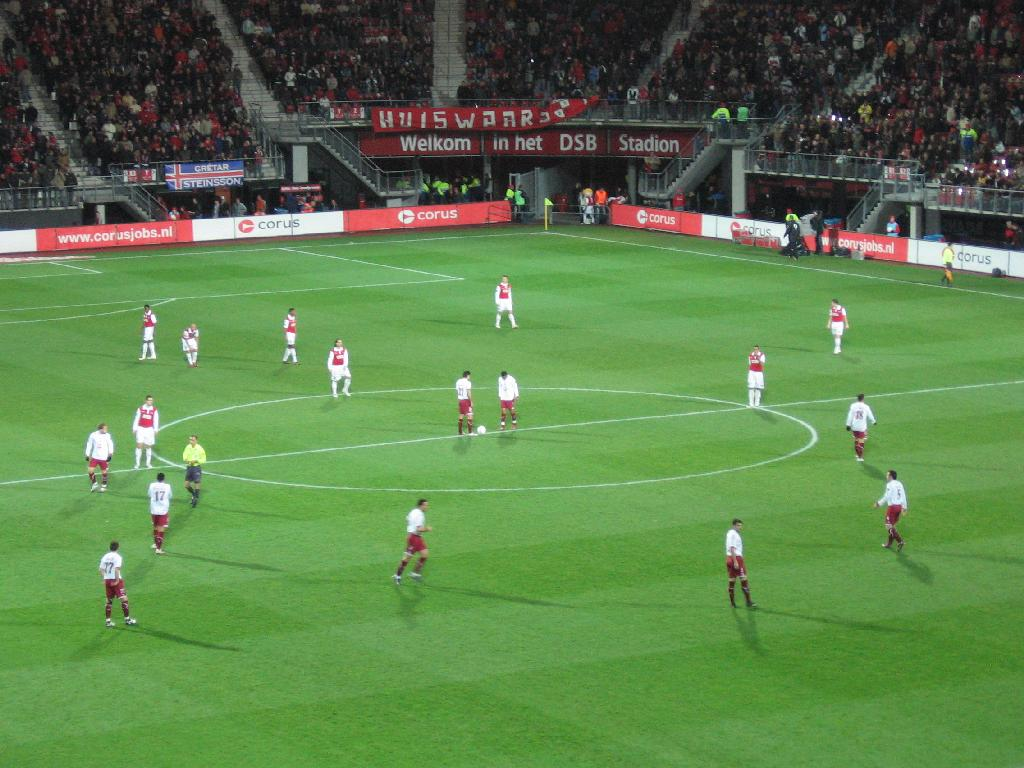
Aftrap AZ-AE Larissa uit Griekenland in het seizoen 2007/08.

#### UEFA Cup 2004/05
Alkmaar heeft er 22 jaar op moeten wachten voordat AZ weer eens Europees actief mocht zijn. Na een vijfde plaats in de Eredivisie van 2003/04 was het zover. AZ begon dit Europees avontuur in de heksenketel van PAOK Saloniki, waar AZ goed op de been bleef en met 3-2 wist te winnen. Dit tot onvrede van de supporters van PAOK, die tijdens de wedstrijd een deel van hun eigen stadion in brand zetten. In de terugwedstrijd kwam PAOK nog wel snel op 0-1 maar, was AZ uiteindelijk met 2-1 toch te sterk voor de Grieken. AZ wist dit seizoen vele teams te verrassen met het aanvallende spel onder trainer/coach Co Adriaanse. Onder andere AJ Auxerre, Rangers en Villarreal werden door AZ verslagen. Uiteindelijk wist AZ door te dringen tot de halve finale, waarin Sporting Lissabon uit Portugal over twee wedstrijden in extremis te sterk bleek. In de blessuretijd van de verlenging maakte Sporting de beslissende tweede treffer, nadat AZ eerst op 3-1 was gekomen.

#### UEFA Cup 2005/06
Ook in het laatste seizoen onder Co Adriaanse wist AZ zich middels een derde plek te plaatsen voor het UEFA Cup toernooi. De nieuwe coach van AZ, Louis van Gaal, speelde eveneens aanvallend voetbal en bereikte hiermee de laatste 32. In deze ronde was Champions League afvaller Betis Sevilla te sterk. In Spanje werd het 2-0 voor Real Betis en in Alkmaar bleef AZ steken op 2-0, waarna Betis in de verlenging de beslissing bracht: 2-1. Deze wedstrijd betekende de laatste Europese wedstrijd in de Alkmaarderhout, waar AZ in Europees verband nimmer heeft verloren.

#### UEFA Cup 2006/07
In 2006 wist AZ zich voor de derde maal op rij te plaatsen voor de UEFA Cup. De vierde plek na de play-offs (na een tweede plaats in de Eredivisie) zorgde voor een achtste Europees avontuur. In de groepsfase werd eerst vakkundig Sevilla CF (2-1) opzij gezet, waardoor deze club voor het eerst een thuiswedstrijd in Europees verband verloor, waarna in de knock-outfase afgerekend werd met achtereenvolgens Fenerbahçe SK en Newcastle United. In beide tweeluiken leverde AZ in de terugwedstrijd een heroïsche strijd om terug te komen van een achterstand: uit bij Fenerbahçe werd het 3-3, maar thuis stond AZ met de rust al 2-0 achter en leken de kansen op de volgende ronde verkeken. In de tweede helft wist AZ de achterstand echter om te buigen naar een 2-2 gelijkspel, terwijl tegen Newcastle eerst met 4-2 werd verloren en AZ thuis met 2-0 won. In de kwartfinale bleek Werder Bremen een maatje te groot. Thuis werd het nog 0-0 maar uit werd het, mede door een onterecht afgekeurd doelpunt (op de 2-2), 4-1 voor Werder.

#### UEFA Cup 2007/08
Na het mislopen van het kampioenschap in 2007 en het verlies in de finale van de play-offs om een voorronde plaats voor de Champions League, was plaatsing voor de UEFA Cup alles wat AZ restte. Wat uiteindelijk een teleurstellend seizoen bleek in de Eredivisie, tekende zich in deze UEFA Cup campagne al af. AZ kwalificeerde zich nog wel voor de groepsfase, door het Portugese Paços Ferreira met minimale cijfers te verslaan (1-0 en 0-0), maar in de groepsfase kon AZ geen potten breken. De club verloor zelfs voor het eerst een thuiswedstrijd in Europees verband (2-3 tegen Everton FC), waardoor er een einde kwam aan een recordreeks van 32 ongeslagen thuiswedstrijden. AZ wist mede hierdoor niet Europees te overwinteren.

### 2009-2014

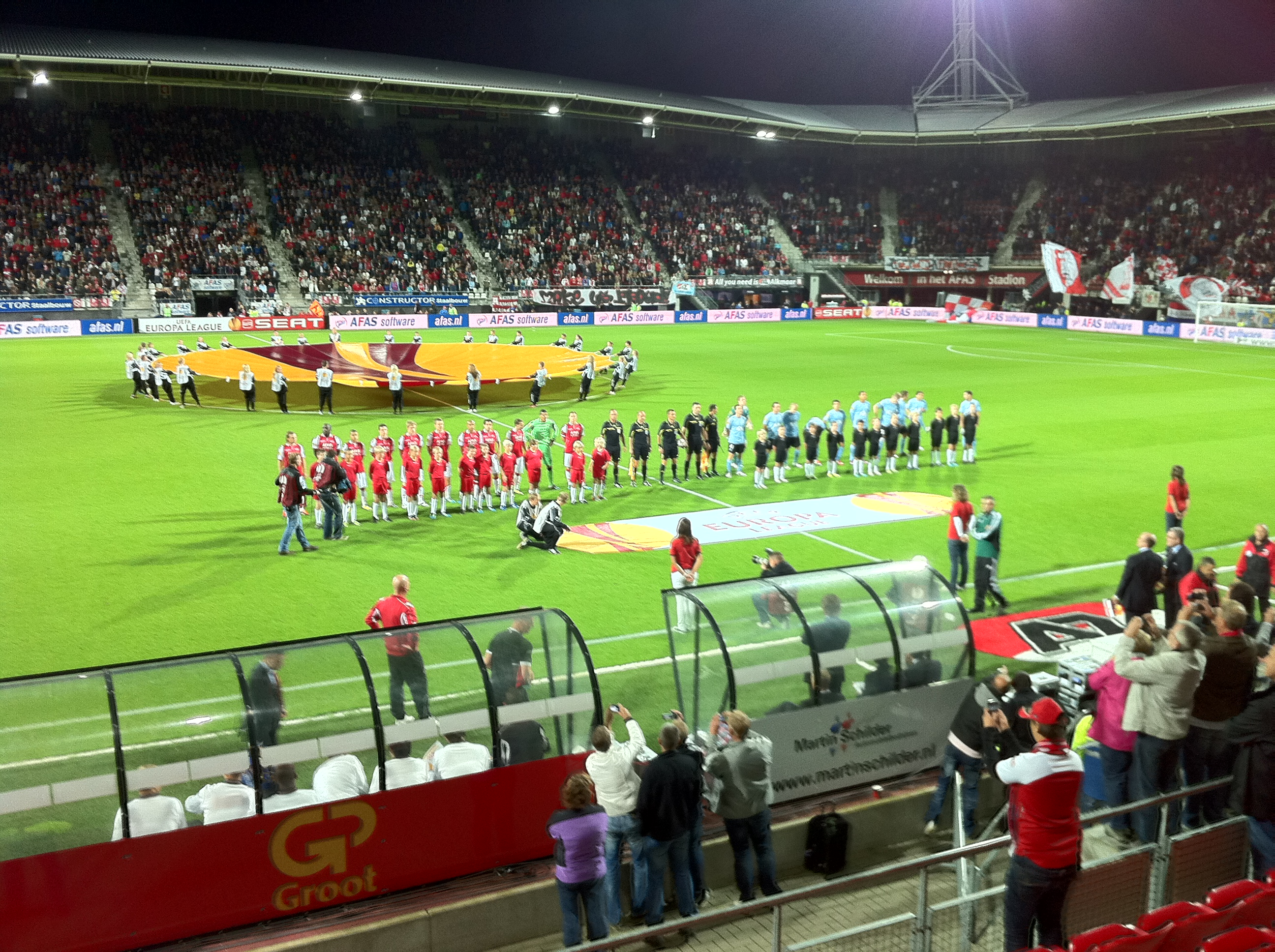
Line-up voorafgaand aan het Europa League duel AZ-Malmö FF.

#### Champions League 2009/10
Door het landskampioenschap in 2009 kon AZ zich opmaken voor haar debuut in de UEFA Champions League, met wedstrijden tegen Arsenal, Olympiakos Piraeus en Standard Luik. Dat is maar goed ook, want zonder de miljoenen uit de Champions League had AZ mogelijk niet meer bestaan. Vlak voor het tweeluik tegen Arsenal ging de hoofdsponsor DSB Bank en het moederbedrijf failliet en ontstond er plotseling een hoge schuld die mede dankzij deze miljoenen afgelost kon worden. Op het sportieve vlak bleek Arsenal in deze groep duidelijk een maatje te groot, maar AZ moest eveneens haar meerdere erkennen in Olympiakos en Standard en werd na zes wedstrijden zonder overwinning uitgeschakeld. Vooral de twee wedstrijden tegen Standard leverden een zure bijsmaak op. In de thuiswedstrijd was Moussa Traoré nog in de blessuretijd trefzeker voor Standard (1-1), maar in de uitwedstrijd kon daar nog eens schepje bovenop gedaan worden. De in de vijfde minuut van de blessuretijd bij een vrije trap meegekomen keeper Sinan Bolat scoorde de belangrijke 1-1 gelijkmaker. Mede hierdoor wist AZ uiteindelijk geen beslag te leggen op de derde plek in de groep, dat recht zou geven op een plaats in de knock-outfase van de Europa League. Het kostte Ronald Koeman mede zijn baan als hoofdcoach.

#### Europa League 2010/11
Door een vijfde plaats in de Eredivisie van 2009/10 wist AZ zich andermaal te kwalificeren voor Europees voetbal. AZ zou door deze klassering instromen in de derde voorronde van het jaar eerder opgerichte Europa League toernooi, wat als voortzetting van de UEFA Cup beschouwd kan worden. Na de kwalificatierondes doorgekomen te zijn, trof AZ in de groepsfase weinig aansprekende tegenstanders uit Oost-Europa. Uiteindelijk werd AZ hierin derde en werd zij voor de winterstop uitgeschakeld in Europa. Dynamo Kiev bezorgde AZ deze jaargang en passant een tweede Europese thuisnederlaag ooit.

#### Europa League 2011/12
Na de vierde plek in de Eredivisie kon AZ zich opmaken voor eenzelfde route richting de groepsfase van de Europa League als het jaar hiervoor. Via een moeizame kwalificatie, kwam AZ terecht in een groep met Metalist Charkov, Austria Wien en Malmö FF. Hierin wist zij met vijf gelijke spelen en een overwinning ongeslagen beslag te leggen op de tweede plaats, dat recht gaf op overwintering in het toernooi. Na de 1-0 op Anderlecht werden achtereenvolgens ook Udinese en Valencia thuis verslagen. Waar in Brussel eveneens met 1-0 gewonnen werd, wat de eerste Europese uitoverwinning sinds 2007 betekende voor AZ, waren zowel Udinese als Valencia in eigen huis AZ de baas. De 2-0-overwinning op Udinese thuis bleek evenwel goed genoeg om door te mogen, maar in de kwartfinale tegen Valencia betekende de 0-4 nederlaag het einde van de Europese aspiraties.

#### Europa League 2012/13
Met opnieuw een vierde plek in het seizoen 2011/12, had AZ zich geplaatst voor de play-off ronde van de Europa League. Sinds het succesvolle Europese seizoen van 2004/05 wist AZ zich telkens te plaatsen voor de groepsfase van het betreffende Europese toernooi (uitgezonderd het seizoen 2008/09, toen AZ geen Europees voetbal speelde). Deze jaargang duurde het Europese avontuur echter zeer kort en bleek de groepsfase een brug te ver. Het Russische FC Anzji van puissant rijke eigenaar Soelejman Kerimov en getraind door Guus Hiddink was over twee duels duidelijk de sterkste. Het uitresultaat bood nog enig perspectief op plaatsing (1-0), maar thuis liep AZ tegen een nieuw Europees dieptepunt aan: 0-5.

#### Europa League 2013/14
AZ won in het voorbije seizoen de KNVB beker en kon zich daardoor opnieuw opmaken voor de play-off ronde van de Europa League. In de play-offronde werd afgerekend met Atromitos. Uit werd knap met 1-3 gewonnen, waardoor de return een formaliteit leek. Echter kreeg AZ al in de tweede minuut een rode kaart, waardoor het uiteindelijk nog spannend werd. De wedstrijd eindigde in 0-2, nadat deze in de 59e minuut bij een 0-1 stand gestaakt werd wegens brand in het stadion en een dag later uitgespeeld zou worden. In de groepsfase trof AZ opnieuw een Griekse club in PAOK Saloniki. Een oude bekende, want na jaren van afwezigheid van AZ op het Europese toneel was dit de eerste tegenstander van AZ in het succesvolle seizoen 2004/05. De groepsfase bleek geen probleem voor AZ; al na vijf wedstrijden wist zij zich te plaatsen voor de volgende ronde en bleef hierin uiteindelijk ongeslagen. Onderweg nam Dick Advocaat het stokje over van de op 29 september ontslagen Gertjan Verbeek. Het bleek het seizoen van de hernieuwde kennismakingen. Naast PAOK trof AZ dit seizoen ook oude bekenden Slovan Liberec en FC Anzji in de knock-outfase. Met de uitschakeling van Anzji revancheerde AZ zich voor het voorgaande seizoen, al speelde Anzji ditmaal zonder de vedetten van een seizoen eerder, na een forse sanering van de selectie. AZ zou net als in 2007 en 2012 in de kwartfinale stranden, ditmaal tegen de finalist van het vorige seizoen: Benfica (0-1 en 0-2). Het bleek na het verlies in de finale van de play-offs om Europees voetbal tegen FC Groningen het einde van een recordserie van vijf seizoenen Europees voetbal op rij.

### 2015-2017

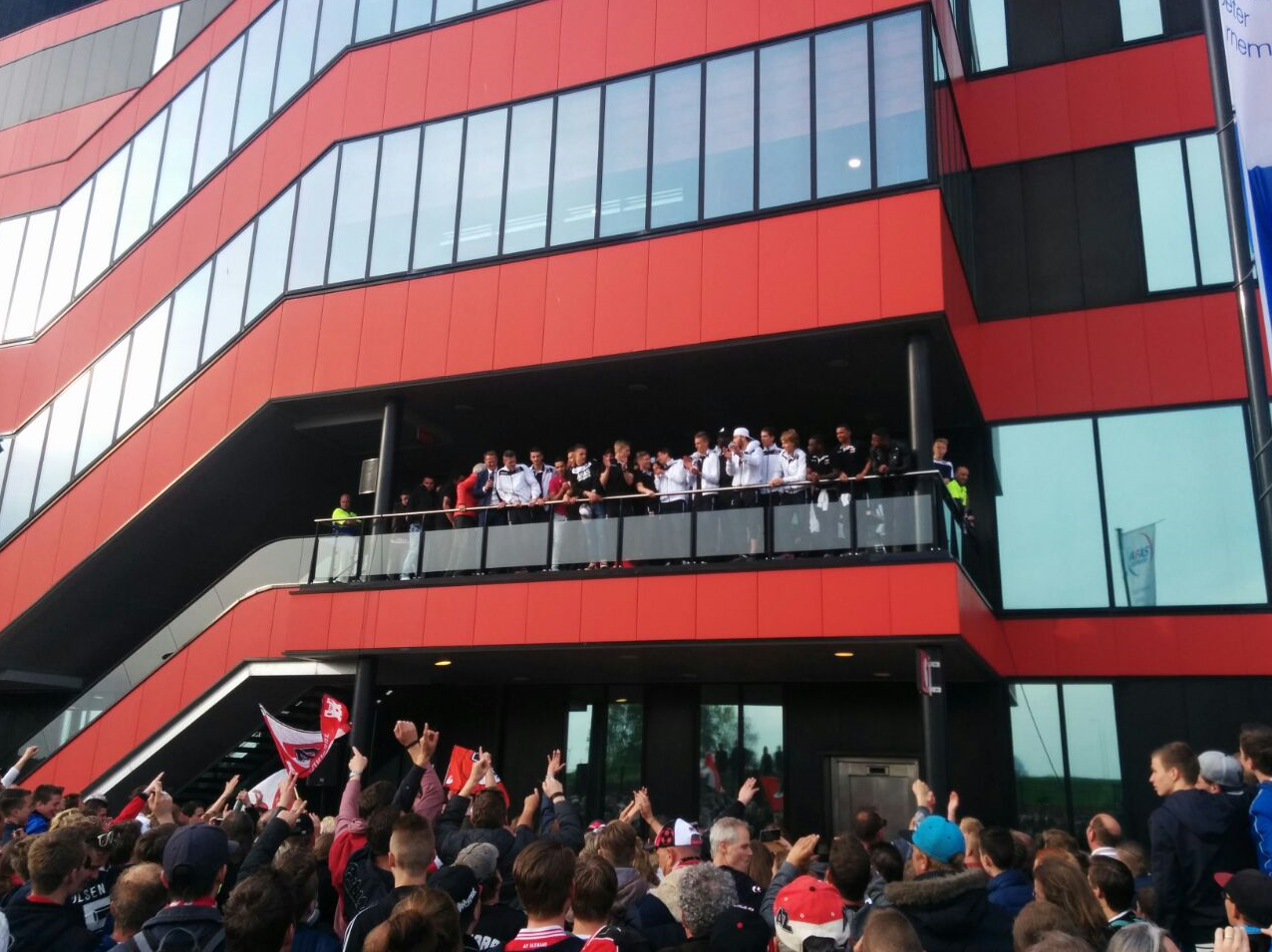
De huldiging van AZ na het behalen van Europees voetbal door de 3e plaats in de Eredivisie van 2014/15.

#### Europa League 2015/16
Na één seizoen afwezigheid in Europa, zou AZ door de behaalde derde plaats in het seizoen 2014/15 in de derde voorronde van de Europa League instromen. In deze ronde trof AZ de Europese debutant Istanbul Başakşehir uit Turkije (4-1). In de ronde erna werd ook Astra Giurgiu uit Roemenië over twee duels opzij gezet (4-3), na een nederlaag in de heenwedstrijd (2-3). Hierdoor werd voor de negende keer de groepsfase van een Europees toernooi bereikt. Hierin werd AZ gekoppeld aan Athletic Bilbao, FC Augsburg en Partizan Belgrado. Tegen de uiteindelijke groepswinnaar Athletic bleef AZ knap ongeslagen met een overwinning en gelijkspel, maar de vier andere wedstrijden eindigden in een teleurstellend resultaat: 0 punten uit 4 duels. Zeker in de thuiswedstrijd tegen Augsburg viel er meer te halen: kans op kans werd er door AZ gecreëerd, maar AZ kreeg de bal niet in het net. Hierdoor eindigde het Europees avontuur van dit seizoen al voor de winterstop.

#### Europa League 2016/17
Dankzij de vierde plek van AZ in de Eredivisie en de winst van de KNVB beker door de nummer drie, Feyenoord, plaatste AZ zich voor de derde voorronde van de Europa League. Hierin trof AZ de Griekse Europees debutant PAS Giannina, die tweemaal werd verslagen. In de ronde erna werd AZ aan FK Vojvodina uit Servië gekoppeld, waarbij de eerste wedstrijd uit met 0-3 werd gewonnen en de return daardoor een formaliteit werd (0-0). De loting voor de groepsfase koppelde AZ aan FC Zenit, Dundalk FC en Maccabi Tel Aviv. Na een stroef begin in de groepsfase met nederlagen tegen Zenit (5-0) en Maccabi (1-2) en gelijke spelen tegen Dundalk en opnieuw Maccabi sloot AZ de groepsfase af met twee overwinningen, waarvan de 3-2 thuis tegen het al geplaatste Zenit zeer memorabel was. De 8 punten bleken voldoende voor overwintering. Het Franse Olympique Lyon bleek in de tweede ronde met een totaaluitslag van 11-2 over twee wedstrijden echter veel te sterk. AZ kwalificeerde zich dit seizoen vervolgens niet voor een nieuwe Europese campagne, ondanks finales in de KNVB beker en play-offs.

### 2018-2025

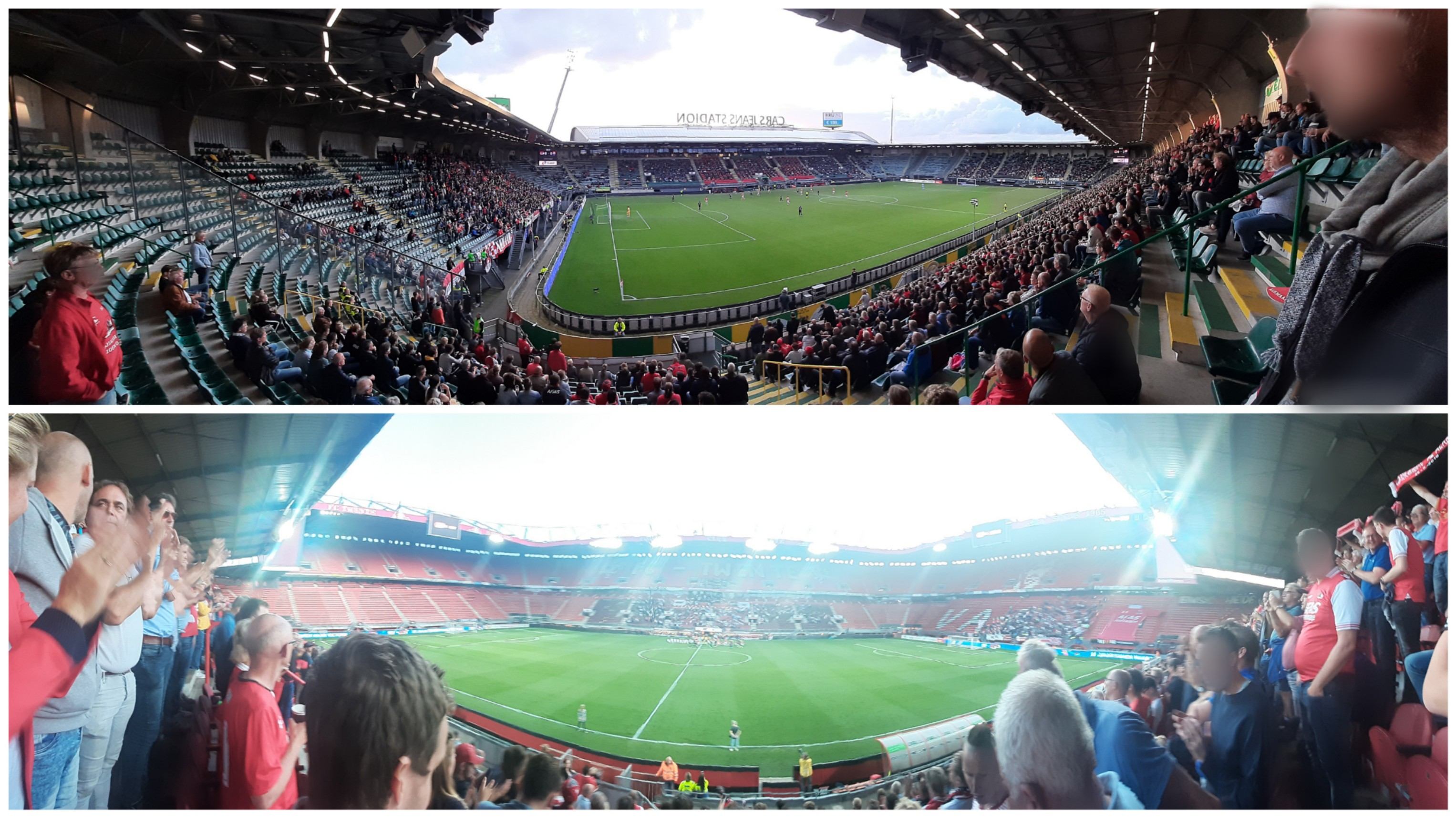
Panoramaopname van het thuisstadion van AZ tijdens de wedstrijd AZ-Marioepol (boven) en AZ-Antwerp FC (onder).

#### Europa League 2018/19
Dankzij een derde plaats in de Eredivisie plaatste AZ zich voor de tweede voorronde van de Europa League. Het bleek een zeer korte campagne, want AZ verslikte zich in Kairat FK uit Kazachstan (2-0 nederlaag en 2-1 overwinning).

#### Europa League 2019/20
Met een vierde plaats in de Eredivisie kwalificeerde AZ zich direct voor de tweede voorronde van de Europa League. Daags nadat het Zweedse BK Häcken in deze ronde aan de kant werd geschoven, stortte een deel van het dak van het AFAS Stadion in. Hierdoor moest AZ tot aan de winterstop uitwijken naar het Cars Jeans Stadion te Den Haag (voor de derde voorronde en groepsfase) en de Grolsch Veste te Enschede (voor de play-offwedstrijd). Dit betekende dat zowel de thuis- als uitwedstrijden van AZ tegen FK Marioepol (vanwege politieke onrust in Oost-Oekraïne) en tegen Antwerp FC (afgekeurd stadion) niet gespeeld werden in de eigen stadions van de betreffende clubs. Het tweeluik tegen Antwerp FC werd een ware thriller, waarbij AZ tweemaal in de slotfase de 1-1 op het bord zette. In de verlenging liep AZ tegen de 9 man van Antwerp FC echter uit naar een 1-4 overwinning. In de daaropvolgende groepsfase met o.a. Manchester United FC uit Engeland wist AZ zich na 5 wedstrijden te plaatsen voor de volgende ronde, door thuis in extremis een 2-2 gelijkspel tegen Partizan Belgrado uit het vuur te slepen. In de 87e minuut keek AZ immers nog met tien man tegen een 0-2 achterstand aan. In de volgende ronde was een terugkeer in het AFAS Stadion niet voldoende om het Oostenrijkse LASK te verslaan en werd na een 1-1 gelijkspel de uitwedstrijd met 2-0 verloren, waardoor de laatste 32 het eindstation voor AZ was.

#### Champions League -enEuropa League 2020/21
Door de uitbraak van de Coronapandemie werd het Eredivisieseizoen 2019/20 in maart stilgelegd en in april beëindigd. Hierdoor kwalificeerde AZ, doordat zij op dat moment tweede stond, voor het eerst sinds 2009/10 voor de Champions League. Door deze pandemie is ook het voorrondetraject anders ingedeeld. De eerste, tweede (waar AZ instroomt) en derde kwalificatierondes worden afgewerkt in een enkele wedstrijd zonder publiek in het stadion van de door loting bepaalde thuisspelende ploeg. In de tweede kwalificatieronde werd na verlenging afgerekend met FC Viktoria Pilsen uit Tsjechië: 3-1, waarna in de derde kwalificatieronde Dynamo Kiev met 0-2 te sterk bleek. Hierdoor restte voor AZ de groepsfase van de Europa League, waarin gespeeld werd tegen o.a. Real Sociedad en SSC Napoli. Mede door een verrassende uitoverwinning tegen Napoli (0-1) stond AZ halverwege aan kop in groep F met 6 punten uit 3 wedstrijden, maar in de twee volgende thuiswedstrijden werden slechts 2 punten verzameld. Hierdoor moest AZ winnen in de afsluitende uitwedstrijd tegen Rijeka om op eigen kracht door te gaan, terwijl een nederlaag uitschakeling betekende. Het werd echter 2-1 voor Rijeka.

#### Europa League -enConference League 2021/22
Door een derde plek in de Eredivisie in het voorgaande seizoen, kwalificeerde AZ zich voor de play-offronde van de Europa League in het seizoen 2021/22. In dit tweeluik was Celtic FC uit Schotland AZ echter de baas, waardoor groepsfase van de nieuw opgerichte Conference League restte. Hierin trof AZ met Randers FC voor het eerst een Deense ploeg. Al na 5 wedstrijden wist AZ zich als groepswinnaar verzekerd van een plek in de achtste finale waarin het Noorse FK Bodø/Glimt getroffen werd. Na een onfortuinlijke 2-1 nederlaag met scheidsrechterlijke dwalingen en het gemis van de VAR om deze te corrigeren als oorzaak, werd het in Alkmaar opnieuw 2-1. In de verlenging wist Bodø echter de 2-2 te maken waardoor AZ uit het toernooi vloog.

#### Conference League 2022/23
Dankzij winst in de Play-offs na een teleurstellende vijfde positie in het reguliere Eredivisie-seizoen, kon AZ zich op 21 juli 2022 gaan opmaken voor de eerste wedstrijd van de tweede voorronde van de Conference League. Deze en de overige twee voorrondes bracht AZ langs velden in Bosnië, in Schotland en in Portugal. Waar AZ de eerste drie wedstrijden nog stroef begon met zelfs een kleine nederlaag uit tegen Dundee United FC (1-0), bereikte AZ evengoed soeverein de groepsfase. De groepsfase bracht het aantal landen welke voor het eerst door AZ bezocht zijn deze campagne tot vier. Naast Bosnië in de voorronde, bezocht AZ Slowakije, waarin vanwege de oorlog uitgeweken Oekraïense club SK Dnipro-1 zijn thuiswedstrijden speelt, Cyprus (Apollon Limasol) en Liechtenstein (FC Vaduz) in de groepsfase. AZ kwalificeerde zich met vijf overwinningen en één nederlaag als groepswinnaar voor de achtste finales, waarin SS Lazio tweemaal met 2-1 werd verslagen. Hierna volgde het tweeluik tegen RSC Anderlecht. Deze werd na tweemaal 2-0 voor de thuisclub in AZ's voordeel beslist op penalty's, waarna voor het eerst sinds 2005 weer een halve finale van een Europees toernooi werd bereikt. Hierin ontmoette AZ West Ham United FC, maar dit team uit de Premier League was tweemaal te sterk voor AZ. Zo eindigde niet alleen dit Europese seizoen maar ook de lange serie van 25 ongeslagen Europese thuiswedstrijden.

#### Conference League 2023/24
Door een vierde plek in de Eredivisie in het seizoen 2022/23, kwalificeerde AZ zich voor de groepsfase van de Conference League door achtereenvolgens het Andorrese Santa Coloma opzij te zetten en vervolgens het Noorse Brann Bergen d.m.v. een spannende penaltyserie (6-5) uit te schakelen.
De moeizame kwalificatie bleek de voorbode voor een teleurstellende groepsfase, waarin in de openingswedstrijd in Bosnië en Hercegovina na rust zelfs een 0-3 voorsprong werd weggegeven en AZ met 4-3 verloor van HŠK Zrinjski Mostar. En hoewel thuis tegen Legia Warschau nog werd gewonnen, een wedstrijd die overschaduwd werd door misdragingen van supporters en spelers van Legia, bleek daarna Aston Villa FC tweemaal te sterk. In de beslissende return tegen Legia werd verloren, waarbij vanwege  ongeregeldheden in Alkmaar geen supporters van AZ bij konden zijn omdat hun veiligheid niet gegarandeerd kon worden.

#### Europa League 2024/25
Door opnieuw een vierde plek in de Eredivisie in het seizoen 2023/24, kwalificeerde AZ zich voor het hoofdtoernooi van de nieuwe opzet van de Europa League. In deze nieuwe opzet worden in een competitie met 36 clubs tegen 8 deelnemende clubs wedstrijden gespeeld. Elke club speelt 4 wedstrijden thuis en 4 uit, waarna de plek op de ranglijst bepaalt of een club zich kwalificeert voor een volgende ronde. AZ trof hierin onder andere Tottenham Hotspur FC, Galatasaray SK en AS Roma. Met twee gelijke spelen en drie overwinningen kwalificeerde AZ zich voor de tussenronde, waarin opnieuw Galatasaray getroffen werd. Met een Galavoorstelling werd thuis al het tweeluik nagenoeg beslist: 4-1. De 2-2 in Turkije was voldoende voor een plek in de achtste finale, met de Spurs als tegenstander. Thuis werd de Londense club knap met 1-0 verslagen, maar in de return kwam AZ net tekort (3-1); exit AZ.

#### Conference League 2025/26
AZ plaatste zich voor de tweede voorronde van de Conference League door winst in de play-offs, waar ze zich door de 5e plek in de Eredivisie voor kwalificeerde. AZ startte het Europese seizoen slecht met een 4-3 nederlaag tegen het Finse Ilves Tampere.

## Resultaten

### Sportief
| Seizoen | Europacup I - Champions League | UEFA Cup - Europa League | Europacup II - Conference League |
| ------- | ------------------------------ | ------------------------ | -------------------------------- |
| 1977/78 |                                | 32                       |                                  |
| 1978/79 |                                |                          | 32                               |
|         |                                |                          |                                  |
| 1980/81 |                                | F                        |                                  |
| 1981/82 | 1/8                            |                          |                                  |
| 1982/83 |                                |                          | 1/8                              |
|         |                                |                          |                                  |
| 2004/05 |                                | 1/2                      |                                  |
| 2005/06 |                                | 32                       |                                  |
| 2006/07 |                                | 1/4                      |                                  |
| 2007/08 |                                | Groep                    |                                  |
|         |                                |                          |                                  |
| 2009/10 | Groep                          |                          |                                  |
| 2010/11 |                                | Groep                    |                                  |
| 2011/12 |                                | 1/4                      |                                  |
| 2012/13 |                                | PO                       |                                  |
| 2013/14 |                                | 1/4                      |                                  |
|         |                                |                          |                                  |
| 2015/16 |                                | Groep                    |                                  |
| 2016/17 |                                | 32                       |                                  |
|         |                                |                          |                                  |
| 2018/19 |                                | Q2                       |                                  |
| 2019/20 |                                | 32                       |                                  |
| 2020/21 | Q3                             | Groep                    |                                  |
| 2021/22 |                                | PO                       | 1/8                              |
| 2022/23 |                                |                          | 1/2                              |
| 2023/24 |                                |                          | Groep                            |
| 2024/25 |                                | 1/8                      |                                  |
| 2025/26 |                                |                          | PO*                              |

| #     | Legenda                                  |
| ----- | ---------------------------------------- |
| PO    | Voorronde                                |
| Groep | Groepsfase/Competitie                    |
| 24/32 | Laatste 24 of 32                         |
| 1/8   | Laatste 16                               |
| 1/4   | Kwartfinale                              |
| 1/2   | Halve finale                             |
| F     | Verloren finale                          |
| W     | Winnaar finale                           |
| *     | Seizoen nog gaande of nog niet begonnen. |

### Financieel
Afhankelijk van kwalificatie voor en prestaties van clubs in de Europese toernooien keert de UEFA prijzengelden uit aan deelnemende clubs. Zeker sinds de invoering van de Champions League (in 1992) en Europa League (in 2009) kunnen deze bedragen fors oplopen. Een deel hiervan bestaat uit participatie- en prestatiebonussen; hoe beter een club presteert in het toernooi, hoe hoger deze bedragen. De hoogte hiervan is ongeacht het land waar een club uit komt. Een ander deel hiervan bestaat uit tv-rechten, de zogenaamde market pool, die centraal door de UEFA vermarkt worden. De hoogte hiervan is afhankelijk van de inkomsten uit tv-rechten voor het toernooi uit het land waar de club vandaan komt en het aantal deelnemende clubs aan het toernooi uit het land waarmee de pot gedeeld moet worden. Betere prestaties en startbewijs zorgen voor een iets groter aandeel uit deze pot. Sinds het seizoen 2018/19 is er een derde prijzenpot   toegevoegd, de zogenaamde coefficient share. Clubs in het hoofdtoernooi van de twee Europese toernooien worden gerangschikt op basis van UEFA-coëfficiënten van de afgelopen 10 jaar plus een puntenbonus voor behaalde Europese titels. Hoe hoger in deze rangschikking van clubs in het betreffende toernooi, des te groter het aandeel uit dit deel van de prijzengelden. In onderstaande tabel ontbreken de gegevens over ontvangen prijzengelden bij deelnames van AZ aan Europacup toernooien vóór 2006/07. De onderstaande bedragen zijn in euro.
| Seizoen                               | Bonussen   | Market Pool | Coefficient | Totaal     |
| ------------------------------------- | ---------- | ----------- | ----------- | ---------- |
| Eerdere campagnes                     | n.b.       | n.b.        | n.b.        | n.b.       |
| UEFA Cup 2006/07                      | 795 000    | 611 000     | --          | 1 406 000  |
| UEFA Cup 2007/08                      | 284 000    | geen        | --          | 284 000    |
| UEFA Champions League 2009/10         | 8 700 000  | 7 578 000   | --          | 16 278 000 |
| UEFA Europa League 2010/11            | 1 440 000  | 271 877     | --          | 1 711 877  |
| UEFA Europa League 2011/12            | 2 480 000  | 472 082     | --          | 2 952 082  |
| UEFA Europa League 2012/13            | 100 000    | geen        | --          | 100 000    |
| UEFA Europa League 2013/14            | 3 600 000  | 2 426 249   | --          | 6 026 249  |
| UEFA Europa League 2015/16            | 3 144 600  | 1 540 378   | --          | 4 684 978  |
| UEFA Europa League 2016/17            | 4 442 000  | 1 856 459   | --          | 6 298 459  |
| UEFA Europa League 2018/19            | 260 000    | geen        | geen        | 260 000    |
| UEFA Europa League 2019/20            | 5 495 000  | 1 231 000   | 2 286 000   | 9 012 000  |
| UEFA Europa League 2020/21            | 4 524 000  | 1 134 000   | 2 571 480   | 8 229 480^ |
| UEFA Conference League 2021/22        | 6 772 000  | 213 000     | 1 246 000   | 8 231 000  |
| UEFA Europa Conference League 2022/23 | 10 174 000 | 704 000     | 1 291 000   | 12 142 000 |
| UEFA Europa Conference League 2023/24 | 4 132 000  | 503 000     | 1 291 000   | 5 926 000  |
| UEFA Europa League 2024/25            |            |             |             |            |

* Seizoen is nog gaande of recent afgelopen; het bedrag zal nog oplopen of is nog niet bekend.

^ In verband met de Covid pandemie en daaruit voortvloeiende maatregelen zijn er door de UEFA kosten in rekening gebracht bij clubs en van de inkomsten afgetrokken. Bij AZ bedroegen die kosten 288 000. In bovenstaand schema zijn deze kosten er niet afgetrokken.

## De wedstrijden
De UEFA hanteert een vaste volgorde van tegenstanders voor groepswedstrijden in groepen van vier clubs. Deze volgorde kan tot 2021 schematisch worden weergegeven als A-B-C-C-A-B en vanaf 2021 als A-B-C-C-B-A. In onderstaande tabel worden de tegenstanders in volgorde van de eerst gespeelde wedstrijden genoteerd (A-B-C).
Uitslagen vanuit gezichtspunt AZ

### 1970 - 1980
| Seizoen | Competitie   | Ronde | Land               | Club                 | Eerste wedstrijd | Thuis | Uit | Totaal       | PUC* (Cumulatief) |
| ------- | ------------ | ----- | ------------------ | -------------------- | ---------------- | ----- | --- | ------------ | ----------------- |
| 1977/78 | UEFA Cup     | 1R    | Vlag van Luxemburg | Red Boys Differdange | Thuis            | 11-1  | 5-0 | 16-1         | 6 (6)             |
| 1977/78 | UEFA Cup     | 32    | Vlag van Spanje    | FC Barcelona         | Thuis            | 1-1   | 1-1 | 2-2 (4-5 ns) | 6 (6)             |
| 1978/79 | Europacup II | 32    | Vlag van Engeland  | Ipswich Town FC      | Thuis            | 0-0   | 0-2 | 0-2          | 1 (7)             |

### 1980 - 1990
| Seizoen | Competitie   | Ronde | Land                 | Club                 | Eerste wedstrijd | Thuis | Uit | Totaal | PUC* (Cumulatief) |
| ------- | ------------ | ----- | -------------------- | -------------------- | ---------------- | ----- | --- | ------ | ----------------- |
| 1980/81 | UEFA Cup     | 1R    | Vlag van Luxemburg   | Red Boys Differdange | Thuis            | 6-0   | 4-0 | 10-0   | 17+3 (27)         |
| 1980/81 | UEFA Cup     | 32    | Vlag van Bulgarije   | Levski-Spartak       | Uit              | 5-0   | 1-1 | 6-1    | 17+3 (27)         |
| 1980/81 | UEFA Cup     | 1/8F  | Vlag van Joegoslavië | FK Radnički Niš      | Uit              | 5-0   | 2-2 | 7-2    | 17+3 (27)         |
| 1980/81 | UEFA Cup     | 1/4F  | Vlag van België      | SC Lokeren           | Thuis            | 2-0   | 0-1 | 2-1    | 17+3 (27)         |
| 1980/81 | UEFA Cup     | 1/2F  | Vlag van Frankrijk   | FC Sochaux           | Uit              | 3-2   | 1-1 | 4-3    | 17+3 (27)         |
| 1980/81 | UEFA Cup     | F     | Vlag van Engeland    | Ipswich Town FC      | Uit              | 4-2   | 0-3 | 4-5    | 17+3 (27)         |
| 1981/82 | Europacup I  | 32    | Vlag van Noorwegen   | IK Start             | Uit              | 1-0   | 3-1 | 4-1    | 5 (32)            |
| 1981/82 | Europacup I  | 1/8F  | Vlag van Engeland    | Liverpool FC         | Thuis            | 2-2   | 2-3 | 4-5    | 5 (32)            |
| 1982/83 | Europacup II | 32    | Vlag van Ierland     | Limerick United      | Uit              | 1-0   | 1-1 | 2-1    | 5 (37)            |
| 1982/83 | Europacup II | 1/8F  | Vlag van Italië      | Internazionale       | Thuis            | 1-0   | 0-2 | 1-2    | 5 (37)            |

### 1990 - 2000
Tussen 1990 en 2000 heeft AZ zich niet gekwalificeerd voor Europees voetbal.

### 2000 - 2010
| Seizoen | Competitie       | Ronde | Land                 | Club                  | Eerste wedstrijd | Thuis    | Uit | Totaal | PUC* (Cumulatief) |
| ------- | ---------------- | ----- | -------------------- | --------------------- | ---------------- | -------- | --- | ------ | ----------------- |
| 2004/05 | UEFA Cup         | 1R    | Vlag van Griekenland | PAOK Saloniki         | Uit              | 2-1      | 3-2 | 5-3    | 22+2 (61)         |
| 2004/05 | UEFA Cup         | Groep | Vlag van Frankrijk   | AJ Auxerre            | Thuis            | 2-0      |     | 2-0    | 22+2 (61)         |
| 2004/05 | UEFA Cup         | Groep | Vlag van Polen       | Amica Wronki          | Uit              |          | 3-1 | 3-1    | 22+2 (61)         |
| 2004/05 | UEFA Cup         | Groep | Vlag van Schotland   | Rangers FC            | Thuis            | 1-0      |     | 1-0    | 22+2 (61)         |
| 2004/05 | UEFA Cup         | Groep | Vlag van Oostenrijk  | Grazer AK             | Uit              |          | 0-2 | 0-2    | 22+2 (61)         |
| 2004/05 | UEFA Cup         | 32    | Vlag van Duitsland   | Alemannia Aachen      | Uit              | 2-1      | 0-0 | 2-1    | 22+2 (61)         |
| 2004/05 | UEFA Cup         | 1/8F  | Vlag van Oekraïne    | FC Sjachtar Donetsk   | Uit              | 2-1      | 3-1 | 5-2    | 22+2 (61)         |
| 2004/05 | UEFA Cup         | 1/4F  | Vlag van Spanje      | Villarreal CF         | Uit              | 1-1      | 2-1 | 3-2    | 22+2 (61)         |
| 2004/05 | UEFA Cup         | 1/2F  | Vlag van Portugal    | Sporting Lissabon     | Uit              | 3-2 (nv) | 1-2 | 4-4    | 22+2 (61)         |
| 2005/06 | UEFA Cup         | 1R    | Vlag van Rusland     | Krylja Sovetov Samara | Uit              | 3-1      | 3-5 | 6-6    | 11 (72)           |
| 2005/06 | UEFA Cup         | Groep | Vlag van Oekraïne    | Dnipro Dnipropetrovsk | Uit              |          | 2-1 | 2-1    | 11 (72)           |
| 2005/06 | UEFA Cup         | Groep | Vlag van Engeland    | Middlesbrough FC      | Thuis            | 0-0      |     | 0-0    | 11 (72)           |
| 2005/06 | UEFA Cup         | Groep | Vlag van Bulgarije   | Litex Lovetsj         | Uit              |          | 2-0 | 2-0    | 11 (72)           |
| 2005/06 | UEFA Cup         | Groep | Vlag van Zwitserland | Grasshoppers          | Thuis            | 1-0      |     | 1-0    | 11 (72)           |
| 2005/06 | UEFA Cup         | 32    | Vlag van Spanje      | Real Betis            | Uit              | 2-1 (nv) | 0-2 | 2-3    | 11 (72)           |
| 2006/07 | UEFA Cup         | 1R    | Vlag van Turkije     | Kayserispor           | Thuis            | 3-2      | 1-1 | 4-3    | 15+1 (88)         |
| 2006/07 | UEFA Cup         | Groep | Vlag van Portugal    | SC Braga              | Thuis            | 3-0      |     | 3-0    | 15+1 (88)         |
| 2006/07 | UEFA Cup         | Groep | Vlag van Zwitserland | Grasshoppers          | Uit              |          | 5-2 | 5-2    | 15+1 (88)         |
| 2006/07 | UEFA Cup         | Groep | Vlag van Tsjechië    | FC Slovan Liberec     | Thuis            | 2-2      |     | 2-2    | 15+1 (88)         |
| 2006/07 | UEFA Cup         | Groep | Vlag van Spanje      | Sevilla FC            | Uit              |          | 2-1 | 2-1    | 15+1 (88)         |
| 2006/07 | UEFA Cup         | 32    | Vlag van Turkije     | Fenerbahçe SK         | Uit              | 2-2      | 3-3 | 5-5    | 15+1 (88)         |
| 2006/07 | UEFA Cup         | 1/8F  | Vlag van Engeland    | Newcastle United FC   | Uit              | 2-0      | 2-4 | 4-4    | 15+1 (88)         |
| 2006/07 | UEFA Cup         | 1/4F  | Vlag van Duitsland   | SV Werder Bremen      | Thuis            | 0-0      | 1-4 | 1-4    | 15+1 (88)         |
| 2007/08 | UEFA Cup         | 1R    | Vlag van Portugal    | Paços Ferreira        | Uit              | 0-0      | 1-0 | 1-0    | 6 (94)            |
| 2007/08 | UEFA Cup         | Groep | Vlag van Rusland     | Zenit Sint-Petersburg | Uit              |          | 1-1 | 1-1    | 6 (94)            |
| 2007/08 | UEFA Cup         | Groep | Vlag van Griekenland | AE Larissa 1964       | Thuis            | 1-0      |     | 1-0    | 6 (94)            |
| 2007/08 | UEFA Cup         | Groep | Vlag van Duitsland   | 1. FC Nürnberg        | Uit              |          | 1-2 | 1-2    | 6 (94)            |
| 2007/08 | UEFA Cup         | Groep | Vlag van Engeland    | Everton FC            | Thuis            | 2-3      |     | 2-3    | 6 (94)            |
| 2009/10 | Champions League | Groep | Vlag van Griekenland | Olympiakos Piraeus    | Uit              | 0-0      | 0-1 | 0-1    | 4+4 (102)         |
| 2009/10 | Champions League | Groep | Vlag van België      | Standard Luik         | Thuis            | 1-1      | 1-1 | 2-2    | 4+4 (102)         |
| 2009/10 | Champions League | Groep | Vlag van Engeland    | Arsenal FC            | Thuis            | 1-1      | 1-4 | 2-5    | 4+4 (102)         |

### 2010 - 2020
| Seizoen | Competitie    | Ronde | Land                 | Club                  | Eerste wedstrijd | Thuis | Uit      | Totaal | PUC* (Cumulatief) |
| ------- | ------------- | ----- | -------------------- | --------------------- | ---------------- | ----- | -------- | ------ | ----------------- |
| 2010/11 | Europa League | Q3    | Vlag van Zweden      | IFK Göteborg          | Thuis            | 2-0   | 0-1      | 2-1    | 7 (109)           |
| 2010/11 | Europa League | PO    | Vlag van Kazachstan  | FC Aktobe             | Thuis            | 2-0   | 1-2      | 3-2    | 7 (109)           |
| 2010/11 | Europa League | Groep | Vlag van Oekraïne    | FC Dynamo Kiev        | Thuis            | 1-2   | 0-2      | 1-4    | 7 (109)           |
| 2010/11 | Europa League | Groep | Vlag van Wit-Rusland | FK BATE Borisov       | Uit              | 3-0   | 1-4      | 4-4    | 7 (109)           |
| 2010/11 | Europa League | Groep | Vlag van Moldavië    | FC Sheriff Tiraspol   | Thuis            | 2-1   | 1-1      | 3-2    | 7 (109)           |
| 2011/12 | Europa League | Q3    | Vlag van Tsjechië    | FK Baumit Jablonec    | Thuis            | 2-0   | 1-1      | 3-1    | 17.5+1 (127.5)    |
| 2011/12 | Europa League | PO    | Vlag van Noorwegen   | Aalesunds FK          | Uit              | 6-0   | 1-2      | 7-2    | 17.5+1 (127.5)    |
| 2011/12 | Europa League | Groep | Vlag van Zweden      | Malmö FF              | Thuis            | 4-1   | 0-0      | 4-1    | 17.5+1 (127.5)    |
| 2011/12 | Europa League | Groep | Vlag van Oekraïne    | Metalist Charkov      | Uit              | 1-1   | 1-1      | 2-2    | 17.5+1 (127.5)    |
| 2011/12 | Europa League | Groep | Vlag van Oostenrijk  | FK Austria Wien       | Thuis            | 2-2   | 2-2      | 4-4    | 17.5+1 (127.5)    |
| 2011/12 | Europa League | 32    | Vlag van België      | RSC Anderlecht        | Thuis            | 1-0   | 1-0      | 2-0    | 17.5+1 (127.5)    |
| 2011/12 | Europa League | 1/8F  | Vlag van Italië      | Udinese Calcio        | Thuis            | 2-0   | 1-2      | 3-2    | 17.5+1 (127.5)    |
| 2011/12 | Europa League | 1/4F  | Vlag van Spanje      | Valencia CF           | Thuis            | 2-1   | 0-4      | 2-5    | 17.5+1 (127.5)    |
| 2012/13 | Europa League | PO    | Vlag van Rusland     | Anzji Machatsjkala    | Uit              | 0-5   | 0-1      | 0-6    | 0 (127.5)         |
| 2013/14 | Europa League | PO    | Vlag van Griekenland | Atromitos FC          | Uit              | 0-2   | 3-1      | 3-3    | 16+1 (144.5)      |
| 2013/14 | Europa League | Groep | Vlag van Griekenland | PAOK Saloniki         | Thuis            | 1-1   | 2-2      | 3-3    | 16+1 (144.5)      |
| 2013/14 | Europa League | Groep | Vlag van Israël      | Maccabi Haifa         | Uit              | 2-0   | 1-0      | 3-0    | 16+1 (144.5)      |
| 2013/14 | Europa League | Groep | Vlag van Kazachstan  | Sjachtjor Karaganda   | Uit              | 1-0   | 1-1      | 2-1    | 16+1 (144.5)      |
| 2013/14 | Europa League | 32    | Vlag van Tsjechië    | FC Slovan Liberec     | Uit              | 1-1   | 1-0      | 2-1    | 16+1 (144.5)      |
| 2013/14 | Europa League | 1/8F  | Vlag van Rusland     | Anzji Machatsjkala    | Thuis            | 1-0   | 0-0      | 1-0    | 16+1 (144.5)      |
| 2013/14 | Europa League | 1/4F  | Vlag van Portugal    | SL Benfica            | Thuis            | 0-1   | 0-2      | 0-3    | 16+1 (144.5)      |
| 2015/16 | Europa League | Q3    | Vlag van Turkije     | Istanbul Başakşehir   | Thuis            | 2-0   | 2-1      | 4-1    | 6 (150.5)         |
| 2015/16 | Europa League | PO    | Vlag van Roemenië    | FC Astra Giurgiu      | Uit              | 2-0   | 2-3      | 4-3    | 6 (150.5)         |
| 2015/16 | Europa League | Groep | Vlag van Servië      | FK Partizan           | Uit              | 1-2   | 2-3      | 3-5    | 6 (150.5)         |
| 2015/16 | Europa League | Groep | Vlag van Spanje      | Athletic Bilbao       | Thuis            | 2-1   | 2-2      | 4-3    | 6 (150.5)         |
| 2015/16 | Europa League | Groep | Vlag van Duitsland   | FC Augsburg           | Thuis            | 0-1   | 1-4      | 1-5    | 6 (150.5)         |
| 2016/17 | Europa League | Q3    | Vlag van Griekenland | PAS Giannina          | Thuis            | 1-0   | 2-1      | 3-1    | 9.5 (160)         |
| 2016/17 | Europa League | PO    | Vlag van Servië      | FK Vojvodina          | Uit              | 0-0   | 3-0      | 3-0    | 9.5 (160)         |
| 2016/17 | Europa League | Groep | Vlag van Ierland     | Dundalk FC            | Thuis            | 1-1   | 1-0      | 2-1    | 9.5 (160)         |
| 2016/17 | Europa League | Groep | Vlag van Rusland     | Zenit Sint-Petersburg | Uit              | 3-2   | 0-5      | 3-7    | 9.5 (160)         |
| 2016/17 | Europa League | Groep | Vlag van Israël      | Maccabi Tel Aviv FC   | Thuis            | 1-2   | 0-0      | 1-2    | 9.5 (160)         |
| 2016/17 | Europa League | 32    | Vlag van Frankrijk   | Olympique Lyonnais    | Thuis            | 1-4   | 1-7      | 2-11   | 9.5 (160)         |
| 2018/19 | Europa League | Q2    | Vlag van Kazachstan  | Kairat Almaty         | Uit              | 2-1   | 0-2      | 2-3    | 1 (161)           |
| 2019/20 | Europa League | Q2    | Vlag van Zweden      | BK Häcken             | Thuis            | 0-0   | 3-0      | 3-0    | 12.5 (173.5)      |
| 2019/20 | Europa League | Q3    | Vlag van Oekraïne    | FK Marioepol          | Uit              | 4-0   | 0-0      | 4-0    | 12.5 (173.5)      |
| 2019/20 | Europa League | PO    | Vlag van België      | Antwerp FC            | Thuis            | 1-1   | 4-1 (nv) | 5-2    | 12.5 (173.5)      |
| 2019/20 | Europa League | Groep | Vlag van Servië      | FK Partizan           | Uit              | 2-2   | 2-2      | 4-4    | 12.5 (173.5)      |
| 2019/20 | Europa League | Groep | Vlag van Engeland    | Manchester United FC  | Thuis            | 0-0   | 0-4      | 0-4    | 12.5 (173.5)      |
| 2019/20 | Europa League | Groep | Vlag van Kazachstan  | Astana FK             | Thuis            | 6-0   | 5-0      | 11-0   | 12.5 (173.5)      |
| 2019/20 | Europa League | 32    | Vlag van Oostenrijk  | LASK Linz             | Thuis            | 1-1   | 0-2      | 1-3    | 12.5 (173.5)      |

### 2020 - 2030
| Seizoen | Competitie        | Ronde | Land                           | Club                 | Eerste wedstrijd | Thuis    | Uit | Totaal       | PUC* (Cumulatief) |
| ------- | ----------------- | ----- | ------------------------------ | -------------------- | ---------------- | -------- | --- | ------------ | ----------------- |
| 2020/21 | Champions League  | Q2    | Vlag van Tsjechië              | Viktoria Plzeň       | Thuis            | 3-1 (nv) |     | 3-1          | 8 (181.5)         |
| 2020/21 | Champions League  | Q3    | Vlag van Oekraïne              | FC Dynamo Kiev       | Uit              |          | 0-2 | 0-2          | 8 (181.5)         |
| 2020/21 | Europa League     | Groep | Vlag van Italië                | SSC Napoli           | Uit              | 1-1      | 1-0 | 2-1          | 8 (181.5)         |
| 2020/21 | Europa League     | Groep | Vlag van Kroatië               | HNK Rijeka           | Thuis            | 4-1      | 1-2 | 5-3          | 8 (181.5)         |
| 2020/21 | Europa League     | Groep | Vlag van Spanje                | Real Sociedad        | Uit              | 0-0      | 0-1 | 0-1          | 8 (181.5)         |
| 2021/22 | Europa League     | PO    | Vlag van Schotland             | Celtic FC            | Uit              | 2-1      | 0-2 | 2-3          | 12+2 (195.5)      |
| 2021/22 | Conference League | Groep | Vlag van Denemarken            | Randers FC           | Uit              | 1-0      | 2-2 | 3-2          | 12+2 (195.5)      |
| 2021/22 | Conference League | Groep | Vlag van Tsjechië              | FK Jablonec          | Thuis            | 1-0      | 1-1 | 2-1          | 12+2 (195.5)      |
| 2021/22 | Conference League | Groep | Vlag van Roemenië              | CFR Cluj             | Uit              | 2-0      | 1-0 | 3-0          | 12+2 (195.5)      |
| 2021/22 | Conference League | 1/8F  | Vlag van Noorwegen             | FK Bodø/Glimt        | Uit              | 2-2 (nv) | 1-2 | 3-4          | 12+2 (195.5)      |
| 2022/23 | Conference League | Q2    | Vlag van Bosnië en Herzegovina | FK Tuzla City        | Thuis            | 1-0      | 4-0 | 5-0          | 21+3 (219.5)      |
| 2022/23 | Conference League | Q3    | Vlag van Schotland             | Dundee United FC     | Uit              | 7-0      | 0-1 | 7-1          | 21+3 (219.5)      |
| 2022/23 | Conference League | PO    | Vlag van Portugal              | Gil Vicente FC       | Thuis            | 4-0      | 2-1 | 6-1          | 21+3 (219.5)      |
| 2022/23 | Conference League | Groep | Vlag van Oekraïne              | SK Dnipro-1          | Uit              | 2-1      | 1-0 | 3-1          | 21+3 (219.5)      |
| 2022/23 | Conference League | Groep | Vlag van Liechtenstein         | FC Vaduz             | Thuis            | 4-1      | 2-1 | 6-2          | 21+3 (219.5)      |
| 2022/23 | Conference League | Groep | Vlag van Cyprus                | Apollon Limasol      | Thuis            | 3-2      | 0-1 | 3-3          | 21+3 (219.5)      |
| 2022/23 | Conference League | 1/8F  | Vlag van Italië                | SS Lazio             | Uit              | 2-1      | 2-1 | 4-2          | 21+3 (219.5)      |
| 2022/23 | Conference League | 1/4F  | Vlag van België                | RSC Anderlecht       | Uit              | 2-0      | 0-2 | 2-2 (4-1 ns) | 21+3 (219.5)      |
| 2022/23 | Conference League | 1/2F  | Vlag van Engeland              | West Ham United FC   | Uit              | 0-1      | 1-2 | 1-3          | 21+3 (219.5)      |
| 2023/24 | Conference League | Q3    | Vlag van Andorra               | FC Santa Coloma      | Uit              | 1-0      | 2-0 | 3-0          | 7 (226.5)         |
| 2023/24 | Conference League | PO    | Vlag van Noorwegen             | Brann Bergen         | Thuis            | 1-1      | 3-3 | 4-4 (6-5 ns) | 7 (226.5)         |
| 2023/24 | Conference League | Groep | Vlag van Bosnië en Herzegovina | HŠK Zrinjski Mostar  | Uit              | 1-0      | 3-4 | 4-4          | 7 (226.5)         |
| 2023/24 | Conference League | Groep | Vlag van Polen                 | Legia Warschau       | Thuis            | 1-0      | 0-2 | 1-2          | 7 (226.5)         |
| 2023/24 | Conference League | Groep | Vlag van Engeland              | Aston Villa FC       | Thuis            | 1-4      | 1-2 | 2-6          | 7 (226.5)         |
| 2024/25 | Europa League     | Comp. | Vlag van Zweden                | IF Elfsborg          | Thuis            | 3-2      |     | 3-2          | 13+2.5 (242.0)    |
| 2024/25 | Europa League     | Comp. | Vlag van Spanje                | Athletic Club        | Uit              |          | 0-2 | 0-2          | 13+2.5 (242.0)    |
| 2024/25 | Europa League     | Comp. | Vlag van Engeland              | Tottenham Hotspur FC | Uit              |          | 0-1 | 0-1          | 13+2.5 (242.0)    |
| 2024/25 | Europa League     | Comp. | Vlag van Turkije               | Fenerbahçe SK        | Thuis            | 3-1      |     | 3-1          | 13+2.5 (242.0)    |
| 2024/25 | Europa League     | Comp. | Vlag van Turkije               | Galatasaray SK       | Thuis            | 1-1      |     | 1-1          | 13+2.5 (242.0)    |
| 2024/25 | Europa League     | Comp. | Vlag van Bulgarije             | PFK Loedogorets      | Uit              |          | 2-2 | 2-2          | 13+2.5 (242.0)    |
| 2024/25 | Europa League     | Comp. | Vlag van Italië                | AS Roma              | Thuis            | 1-0      |     | 1-0          | 13+2.5 (242.0)    |
| 2024/25 | Europa League     | Comp. | Vlag van Hongarije             | Ferencvárosi TC      | Uit              |          | 3-4 | 3-4          | 13+2.5 (242.0)    |
| 2024/25 | Europa League     | 24    | Vlag van Turkije               | Galatasaray SK       | Thuis            | 4-1      | 2-2 | 6-3          | 13+2.5 (242.0)    |
| 2024/25 | Europa League     | 1/8F  | Vlag van Engeland              | Tottenham Hotspur FC | Thuis            | 1-0      | 1-3 | 2-3          | 13+2.5 (242.0)    |
| 2025/26 | Conference League | Q2    | Vlag van Finland               | Ilves Tampere        | Uit              | 5-0      | 3-4 | 8-4          | 3 (245.0)         |
| 2025/26 | Conference League | Q3    | Vlag van Liechtenstein         | FC Vaduz             | Thuis            | 3-0      | 1-0 | 4-0          | 3 (245.0)         |
| 2025/26 | Conference League | PO    | Vlag van Bulgarije             | Levski Sofia         | Uit              |          |     | -            | 3 (245.0)         |

 * PUC staat voor Punten UEFA Coëfficient. Deze punten worden gebruikt om een ranglijst van landen samen te stellen aan de hand van de prestaties van deelnemende clubs aan UEFA toernooien van de afgelopen 5 seizoenen. Dit betreft een andere ranglijst en puntentelling dan de clubranking. Bovenstaande puntenaantal geeft de bijdrage van AZ weer aan het PUC-totaal voor Nederland.

### Intertoto Cup
In 1975 en 1988 speelde AZ nog enkele wedstrijden in de Intertoto Cup. Tot 1995 werd dit toernooi niet door de UEFA georganiseerd en derhalve betroffen het destijds geen officiële wedstrijden. Daarom staan deze niet in bovenstaand overzicht vermeld, maar apart in onderstaand schema. Achter de eerstgenoemde uitslag staat tussen haakjes of de wedstrijd thuis of uit werd gespeeld.
| Seizoen | Ronde | Land                                    | Club               | Score       |
| ------- | ----- | --------------------------------------- | ------------------ | ----------- |
| 1975    | Groep | Vlag van Polen                          | ROW Rybnik         | 2-2(u), 0-0 |
| 1975    | Groep | Vlag van Zwitserland                    | Grasshoppers       | 2-3(u), 3-1 |
| 1975    | Groep | Vlag van Zweden                         | Östers IF          | 1-0(t), 0-2 |
| 1988    | Groep | Vlag van Duitsland                      | Bayer 05 Uerdingen | 1-2(t), 1-3 |
| 1988    | Groep | Vlag van Duitse Democratische Republiek | 1. FC Magdeburg    | 4-1(t), 1-2 |
| 1988    | Groep | Vlag van Denemarken                     | Odense BK          | 1-5(t), 2-4 |

## Standen AZ in groepsfase of competitie
| Legenda kleuren in de tabellen                             |
| ---------------------------------------------------------- |
| Door naar de laatste 16.                                   |
| Door naar de laatste 24 (va. 2021) of 32 (tot 2021).       |
| Door naar de UEFA Europa League (tot 2024).                |
| Uitgeschakeld.                                             |
| Club1 geeft de potindeling van de club weer bij de loting. |

### 2004-2008
| UEFA Cup 2004/05 Groep F | UEFA Cup 2004/05 Groep F | UEFA Cup 2004/05 Groep F | UEFA Cup 2004/05 Groep F | UEFA Cup 2004/05 Groep F | UEFA Cup 2004/05 Groep F | UEFA Cup 2004/05 Groep F | UEFA Cup 2004/05 Groep F | UEFA Cup 2004/05 Groep F |
| Club                     | Gs                       | W                        | G                        | V                        | DV                       | DT                       | DS                       | Pt                       |
| ------------------------ | ------------------------ | ------------------------ | ------------------------ | ------------------------ | ------------------------ | ------------------------ | ------------------------ | ------------------------ |
| AZ5                      | 4                        | 3                        | 0                        | 1                        | 6                        | 3                        | +3                       | 9                        |
| AJ Auxerre2              | 4                        | 2                        | 1                        | 1                        | 7                        | 3                        | +4                       | 7                        |
| Grazer AK3               | 4                        | 2                        | 1                        | 1                        | 5                        | 4                        | +1                       | 7                        |
| Rangers FC1              | 4                        | 2                        | 0                        | 2                        | 8                        | 3                        | +5                       | 6                        |
| Amica Wronki4            | 4                        | 0                        | 0                        | 4                        | 3                        | 16                       | −13                      | 0                        |

| UEFA Cup 2005/06 Groep D | UEFA Cup 2005/06 Groep D | UEFA Cup 2005/06 Groep D | UEFA Cup 2005/06 Groep D | UEFA Cup 2005/06 Groep D | UEFA Cup 2005/06 Groep D | UEFA Cup 2005/06 Groep D | UEFA Cup 2005/06 Groep D | UEFA Cup 2005/06 Groep D |
| Club                     | Gs                       | W                        | G                        | V                        | DV                       | DT                       | DS                       | Pt                       |
| ------------------------ | ------------------------ | ------------------------ | ------------------------ | ------------------------ | ------------------------ | ------------------------ | ------------------------ | ------------------------ |
| Middlesbrough2           | 4                        | 3                        | 1                        | 0                        | 6                        | 0                        | +6                       | 10                       |
| AZ1                      | 4                        | 3                        | 1                        | 0                        | 5                        | 1                        | +4                       | 10                       |
| Liteks Lovetsj5          | 4                        | 2                        | 0                        | 2                        | 4                        | 5                        | −1                       | 6                        |
| Dnjepr3                  | 4                        | 1                        | 0                        | 3                        | 4                        | 9                        | −5                       | 3                        |
| Grasshoppers4            | 4                        | 0                        | 0                        | 4                        | 3                        | 7                        | −4                       | 0                        |

| UEFA Cup 2006/07 Groep C | UEFA Cup 2006/07 Groep C | UEFA Cup 2006/07 Groep C | UEFA Cup 2006/07 Groep C | UEFA Cup 2006/07 Groep C | UEFA Cup 2006/07 Groep C | UEFA Cup 2006/07 Groep C | UEFA Cup 2006/07 Groep C | UEFA Cup 2006/07 Groep C |
| Club                     | Gs                       | W                        | G                        | V                        | DV                       | DT                       | DS                       | Pt                       |
| ------------------------ | ------------------------ | ------------------------ | ------------------------ | ------------------------ | ------------------------ | ------------------------ | ------------------------ | ------------------------ |
| AZ2                      | 4                        | 3                        | 1                        | 0                        | 12                       | 5                        | +7                       | 10                       |
| Sevilla FC1              | 4                        | 2                        | 1                        | 1                        | 7                        | 2                        | +5                       | 7                        |
| SC Braga5                | 4                        | 2                        | 0                        | 2                        | 6                        | 5                        | +1                       | 6                        |
| Slovan Liberec3          | 4                        | 1                        | 2                        | 1                        | 6                        | 7                        | −1                       | 5                        |
| Grasshoppers4            | 4                        | 0                        | 0                        | 4                        | 3                        | 15                       | −12                      | 0                        |

| UEFA Cup 2007/08 Groep A | UEFA Cup 2007/08 Groep A | UEFA Cup 2007/08 Groep A | UEFA Cup 2007/08 Groep A | UEFA Cup 2007/08 Groep A | UEFA Cup 2007/08 Groep A | UEFA Cup 2007/08 Groep A | UEFA Cup 2007/08 Groep A | UEFA Cup 2007/08 Groep A |
| Club                     | Gs                       | W                        | G                        | V                        | DV                       | DT                       | DS                       | Pt                       |
| ------------------------ | ------------------------ | ------------------------ | ------------------------ | ------------------------ | ------------------------ | ------------------------ | ------------------------ | ------------------------ |
| Everton3                 | 4                        | 4                        | 0                        | 0                        | 9                        | 3                        | +6                       | 12                       |
| FC Nürnberg4             | 4                        | 2                        | 1                        | 1                        | 7                        | 6                        | +1                       | 7                        |
| FC Zenit2                | 4                        | 1                        | 2                        | 1                        | 6                        | 6                        | 0                        | 5                        |
| AZ1                      | 4                        | 1                        | 1                        | 2                        | 5                        | 6                        | −1                       | 4                        |
| AE Larissa5              | 4                        | 0                        | 0                        | 4                        | 4                        | 10                       | −6                       | 0                        |

### 2009-2014
| Champions League 2009/10 Groep H | Champions League 2009/10 Groep H | Champions League 2009/10 Groep H | Champions League 2009/10 Groep H | Champions League 2009/10 Groep H | Champions League 2009/10 Groep H | Champions League 2009/10 Groep H | Champions League 2009/10 Groep H | Champions League 2009/10 Groep H |
| Club                             | Gs                               | W                                | G                                | V                                | DV                               | DT                               | DS                               | Pt                               |
| -------------------------------- | -------------------------------- | -------------------------------- | -------------------------------- | -------------------------------- | -------------------------------- | -------------------------------- | -------------------------------- | -------------------------------- |
| Arsenal1                         | 6                                | 4                                | 1                                | 1                                | 12                               | 5                                | +7                               | 13                               |
| Olympiakos Piraeus3              | 6                                | 3                                | 1                                | 2                                | 4                                | 5                                | −1                               | 10                               |
| Standard Luik4                   | 6                                | 1                                | 2                                | 3                                | 7                                | 9                                | −2                               | 5                                |
| AZ2                              | 6                                | 0                                | 4                                | 2                                | 4                                | 8                                | −4                               | 4                                |

| Europa League 2010/11 Groep E | Europa League 2010/11 Groep E | Europa League 2010/11 Groep E | Europa League 2010/11 Groep E | Europa League 2010/11 Groep E | Europa League 2010/11 Groep E | Europa League 2010/11 Groep E | Europa League 2010/11 Groep E | Europa League 2010/11 Groep E |
| Club                          | Gs                            | W                             | G                             | V                             | DV                            | DT                            | DS                            | Pt                            |
| ----------------------------- | ----------------------------- | ----------------------------- | ----------------------------- | ----------------------------- | ----------------------------- | ----------------------------- | ----------------------------- | ----------------------------- |
| Dynamo Kiev2                  | 6                             | 3                             | 2                             | 1                             | 10                            | 6                             | +4                            | 11                            |
| BATE Borisov3                 | 6                             | 3                             | 1                             | 2                             | 11                            | 11                            | 0                             | 10                            |
| AZ1                           | 6                             | 2                             | 1                             | 3                             | 8                             | 10                            | −2                            | 7                             |
| FC Sheriff4                   | 6                             | 1                             | 2                             | 3                             | 5                             | 7                             | −2                            | 5                             |

| Europa League 2011/12 Groep G | Europa League 2011/12 Groep G | Europa League 2011/12 Groep G | Europa League 2011/12 Groep G | Europa League 2011/12 Groep G | Europa League 2011/12 Groep G | Europa League 2011/12 Groep G | Europa League 2011/12 Groep G | Europa League 2011/12 Groep G |
| Club                          | Gs                            | W                             | G                             | V                             | DV                            | DT                            | DS                            | Pt                            |
| ----------------------------- | ----------------------------- | ----------------------------- | ----------------------------- | ----------------------------- | ----------------------------- | ----------------------------- | ----------------------------- | ----------------------------- |
| Metalist Charkov2             | 6                             | 4                             | 2                             | 0                             | 15                            | 6                             | +9                            | 14                            |
| AZ1                           | 6                             | 1                             | 5                             | 0                             | 10                            | 7                             | +3                            | 8                             |
| Austria Wien3                 | 6                             | 2                             | 2                             | 2                             | 10                            | 11                            | −1                            | 8                             |
| Malmö FF4                     | 6                             | 0                             | 1                             | 5                             | 4                             | 15                            | −11                           | 1                             |

| Europa League 2013/14 Groep L | Europa League 2013/14 Groep L | Europa League 2013/14 Groep L | Europa League 2013/14 Groep L | Europa League 2013/14 Groep L | Europa League 2013/14 Groep L | Europa League 2013/14 Groep L | Europa League 2013/14 Groep L | Europa League 2013/14 Groep L |
| Club                          | Gs                            | W                             | G                             | V                             | DV                            | DT                            | DS                            | Pt                            |
| ----------------------------- | ----------------------------- | ----------------------------- | ----------------------------- | ----------------------------- | ----------------------------- | ----------------------------- | ----------------------------- | ----------------------------- |
| AZ1                           | 6                             | 3                             | 3                             | 0                             | 8                             | 4                             | +4                            | 12                            |
| PAOK Saloniki2                | 6                             | 3                             | 3                             | 0                             | 10                            | 6                             | +4                            | 12                            |
| Maccabi Haifa3                | 6                             | 1                             | 2                             | 3                             | 6                             | 9                             | −3                            | 5                             |
| Sjachtjor Karaganda4          | 6                             | 0                             | 2                             | 4                             | 5                             | 10                            | −5                            | 2                             |

### 2015-2021
| Europa League 2015/16 Groep L | Europa League 2015/16 Groep L | Europa League 2015/16 Groep L | Europa League 2015/16 Groep L | Europa League 2015/16 Groep L | Europa League 2015/16 Groep L | Europa League 2015/16 Groep L | Europa League 2015/16 Groep L | Europa League 2015/16 Groep L |
| Club                          | Gs                            | W                             | G                             | V                             | DV                            | DT                            | DS                            | Pt                            |
| ----------------------------- | ----------------------------- | ----------------------------- | ----------------------------- | ----------------------------- | ----------------------------- | ----------------------------- | ----------------------------- | ----------------------------- |
| Athletic Bilbao1              | 6                             | 4                             | 1                             | 1                             | 16                            | 8                             | +8                            | 13                            |
| FC Augsburg3                  | 6                             | 3                             | 0                             | 3                             | 12                            | 11                            | +1                            | 9                             |
| Partizan Belgrado4            | 6                             | 3                             | 0                             | 3                             | 10                            | 14                            | −4                            | 9                             |
| AZ2                           | 6                             | 1                             | 1                             | 4                             | 8                             | 13                            | −5                            | 4                             |

| Europa League 2016/17 Groep D | Europa League 2016/17 Groep D | Europa League 2016/17 Groep D | Europa League 2016/17 Groep D | Europa League 2016/17 Groep D | Europa League 2016/17 Groep D | Europa League 2016/17 Groep D | Europa League 2016/17 Groep D | Europa League 2016/17 Groep D |
| Club                          | Gs                            | W                             | G                             | V                             | DV                            | DT                            | DS                            | Pt                            |
| ----------------------------- | ----------------------------- | ----------------------------- | ----------------------------- | ----------------------------- | ----------------------------- | ----------------------------- | ----------------------------- | ----------------------------- |
| FC Zenit1                     | 6                             | 5                             | 0                             | 1                             | 17                            | 8                             | +9                            | 15                            |
| AZ2                           | 6                             | 2                             | 2                             | 2                             | 6                             | 10                            | −4                            | 8                             |
| Maccabi Tel Aviv3             | 6                             | 2                             | 1                             | 3                             | 7                             | 9                             | −2                            | 7                             |
| Dundalk FC4                   | 6                             | 1                             | 1                             | 4                             | 5                             | 8                             | −3                            | 4                             |

| Europa League 2019/20 Groep L | Europa League 2019/20 Groep L | Europa League 2019/20 Groep L | Europa League 2019/20 Groep L | Europa League 2019/20 Groep L | Europa League 2019/20 Groep L | Europa League 2019/20 Groep L | Europa League 2019/20 Groep L | Europa League 2019/20 Groep L |
| Club                          | Gs                            | W                             | G                             | V                             | DV                            | DT                            | DS                            | Pt                            |
| ----------------------------- | ----------------------------- | ----------------------------- | ----------------------------- | ----------------------------- | ----------------------------- | ----------------------------- | ----------------------------- | ----------------------------- |
| Manchester United1            | 6                             | 4                             | 1                             | 1                             | 10                            | 2                             | +8                            | 13                            |
| AZ4                           | 6                             | 2                             | 3                             | 1                             | 15                            | 8                             | +7                            | 9                             |
| Partizan Belgrado3            | 6                             | 2                             | 2                             | 2                             | 10                            | 10                            | 0                             | 8                             |
| Astana FK2                    | 6                             | 1                             | 0                             | 5                             | 4                             | 19                            | -15                           | 3                             |

| Europa League 2020/21 Groep F | Europa League 2020/21 Groep F | Europa League 2020/21 Groep F | Europa League 2020/21 Groep F | Europa League 2020/21 Groep F | Europa League 2020/21 Groep F | Europa League 2020/21 Groep F | Europa League 2020/21 Groep F | Europa League 2020/21 Groep F |
| Club                          | Gs                            | W                             | G                             | V                             | DV                            | DT                            | DS                            | Pt                            |
| ----------------------------- | ----------------------------- | ----------------------------- | ----------------------------- | ----------------------------- | ----------------------------- | ----------------------------- | ----------------------------- | ----------------------------- |
| SSC Napoli1                   | 6                             | 3                             | 2                             | 1                             | 7                             | 5                             | +2                            | 11                            |
| Real Sociedad2                | 6                             | 2                             | 3                             | 1                             | 5                             | 4                             | +1                            | 9                             |
| AZ3                           | 6                             | 2                             | 2                             | 2                             | 7                             | 5                             | +2                            | 8                             |
| HNK Rijeka4                   | 6                             | 1                             | 1                             | 4                             | 7                             | 12                            | -5                            | 4                             |

### 2021-2025
| Conference League 2021/22 Groep D | Conference League 2021/22 Groep D | Conference League 2021/22 Groep D | Conference League 2021/22 Groep D | Conference League 2021/22 Groep D | Conference League 2021/22 Groep D | Conference League 2021/22 Groep D | Conference League 2021/22 Groep D | Conference League 2021/22 Groep D |
| Club                              | Gs                                | W                                 | G                                 | V                                 | DV                                | DT                                | DS                                | Pt                                |
| --------------------------------- | --------------------------------- | --------------------------------- | --------------------------------- | --------------------------------- | --------------------------------- | --------------------------------- | --------------------------------- | --------------------------------- |
| AZ1                               | 6                                 | 4                                 | 2                                 | 0                                 | 8                                 | 3                                 | +5                                | 14                                |
| Randers FC4                       | 6                                 | 1                                 | 4                                 | 1                                 | 9                                 | 9                                 | 0                                 | 7                                 |
| FK Jablonec3                      | 6                                 | 1                                 | 3                                 | 2                                 | 6                                 | 8                                 | -2                                | 6                                 |
| CFR Cluj2                         | 6                                 | 1                                 | 1                                 | 4                                 | 4                                 | 7                                 | -3                                | 4                                 |

| Conference League 2022/23 Groep E | Conference League 2022/23 Groep E | Conference League 2022/23 Groep E | Conference League 2022/23 Groep E | Conference League 2022/23 Groep E | Conference League 2022/23 Groep E | Conference League 2022/23 Groep E | Conference League 2022/23 Groep E | Conference League 2022/23 Groep E |
| Club                              | Gs                                | W                                 | G                                 | V                                 | DV                                | DT                                | DS                                | Pt                                |
| --------------------------------- | --------------------------------- | --------------------------------- | --------------------------------- | --------------------------------- | --------------------------------- | --------------------------------- | --------------------------------- | --------------------------------- |
| AZ1                               | 6                                 | 5                                 | 0                                 | 1                                 | 12                                | 6                                 | +6                                | 15                                |
| SK Dnipro-14                      | 6                                 | 3                                 | 1                                 | 2                                 | 9                                 | 7                                 | +2                                | 10                                |
| Apollon Limassol2                 | 6                                 | 2                                 | 2                                 | 2                                 | 5                                 | 7                                 | -2                                | 8                                 |
| FC Vaduz3                         | 6                                 | 0                                 | 1                                 | 5                                 | 5                                 | 11                                | -6                                | 1                                 |

| Conference League 2023/24 Groep E | Conference League 2023/24 Groep E | Conference League 2023/24 Groep E | Conference League 2023/24 Groep E | Conference League 2023/24 Groep E | Conference League 2023/24 Groep E | Conference League 2023/24 Groep E | Conference League 2023/24 Groep E | Conference League 2023/24 Groep E |
| Club                              | Gs                                | W                                 | G                                 | V                                 | DV                                | DT                                | DS                                | Pt                                |
| --------------------------------- | --------------------------------- | --------------------------------- | --------------------------------- | --------------------------------- | --------------------------------- | --------------------------------- | --------------------------------- | --------------------------------- |
| Aston Villa2                      | 6                                 | 4                                 | 1                                 | 1                                 | 12                                | 7                                 | +5                                | 13                                |
| Legia Warschau3                   | 6                                 | 4                                 | 0                                 | 2                                 | 10                                | 6                                 | +4                                | 12                                |
| AZ1                               | 6                                 | 2                                 | 0                                 | 4                                 | 7                                 | 12                                | -5                                | 6                                 |
| HSK Zrinjski4                     | 6                                 | 1                                 | 1                                 | 4                                 | 6                                 | 10                                | -4                                | 4                                 |

| Europa League 2024/25 | Europa League 2024/25 | Europa League 2024/25 | Europa League 2024/25 | Europa League 2024/25 | Europa League 2024/25 | Europa League 2024/25 | Europa League 2024/25 | Europa League 2024/25 | Europa League 2024/25 |
| Club                  | Pos                   | Gs                    | W                     | G                     | V                     | DV                    | DT                    | DS                    | Pt                    |
| --------------------- | --------------------- | --------------------- | --------------------- | --------------------- | --------------------- | --------------------- | --------------------- | --------------------- | --------------------- |
| FC Porto              | 18                    | 8                     | 3                     | 2                     | 3                     | 13                    | 11                    | +2                    | 11                    |
| AZ                    | 19                    | 8                     | 3                     | 2                     | 3                     | 13                    | 13                    | 0                     | 11                    |
| FC Midtjylland        | 20                    | 8                     | 3                     | 2                     | 3                     | 9                     | 9                     | 0                     | 11                    |

## Lijst van tegenstanders

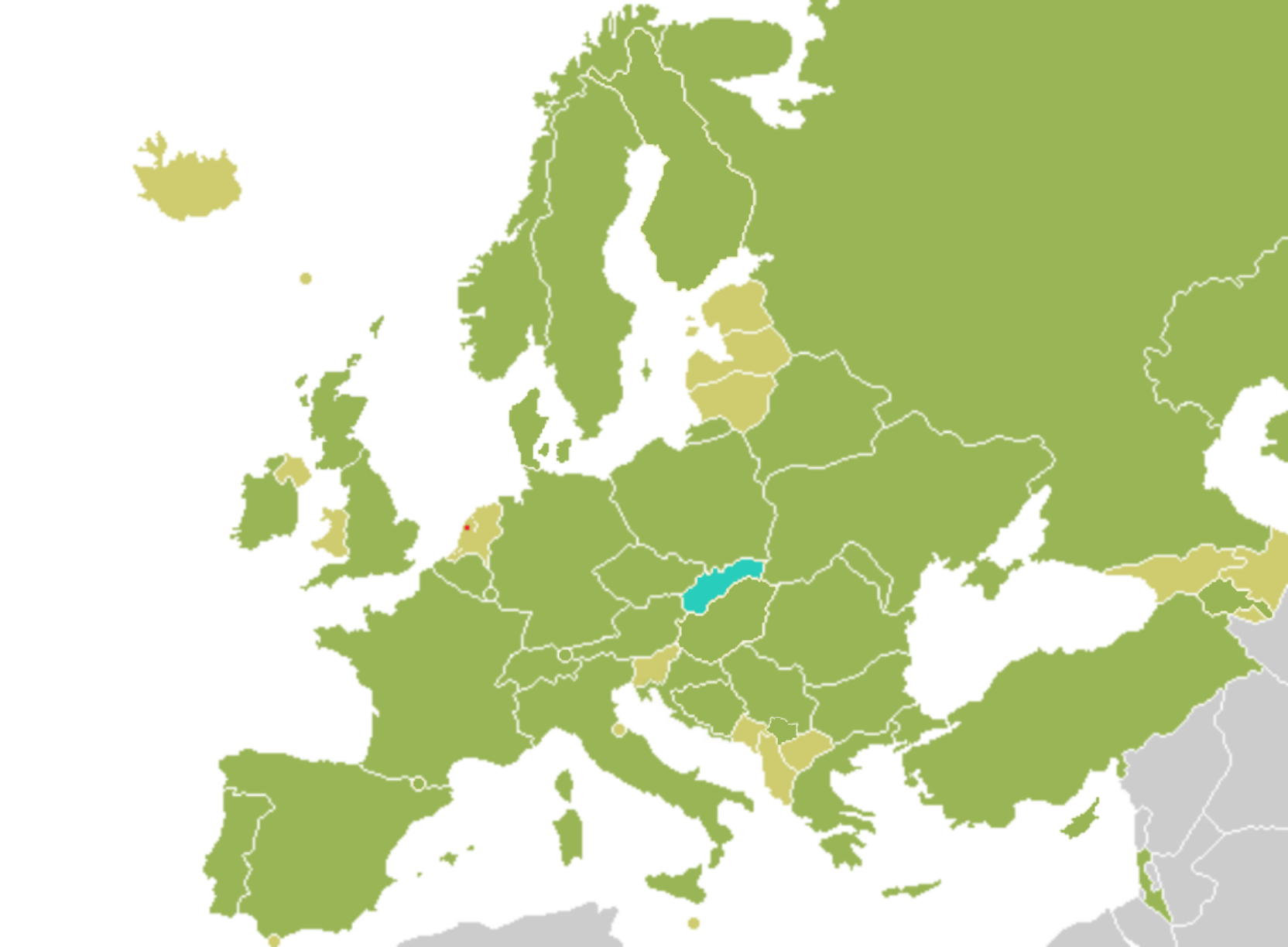
Deze kaart toont in het lichtgroen de landen die AZ in Europees verband bezocht heeft. Landen in het geel zijn nog nimmer in Europees verband door AZ bezocht, grijsgekleurde landen zijn geen UEFA-lid. De locatie van Alkmaar is aangegeven met een rode stip. Slowakije in turquoise is bezocht door AZ omdat Dnipro vanwege de oorlog in Oekraïne moest uitwijken.

| Tegenstander          | Land                           | Gesp. | Seizoen          | Winst | Gelijk | Verlies |
| --------------------- | ------------------------------ | ----- | ---------------- | ----- | ------ | ------- |
| Engeland              | Vlag van Engeland              | 21    |                  | 3     | 5      | 13      |
| Ipswich Town          |                                | 4     | 1978/79, 1980/81 | 1     | 1      | 2       |
| Tottenham Hotspur     |                                | 3     | 2024/25          | 1     |        | 2       |
| Liverpool             |                                | 2     | 1981/82          |       | 1      | 1       |
| Newcastle United      |                                | 2     | 2006/07          | 1     |        | 1       |
| Arsenal               |                                | 2     | 2009/10          |       | 1      | 1       |
| Manchester United     |                                | 2     | 2019/20          |       | 1      | 1       |
| West Ham United       |                                | 2     | 2022/23          |       |        | 2       |
| Aston Villa           |                                | 2     | 2023/24          |       |        | 2       |
| Middlesbrough         |                                | 1     | 2005/06          |       | 1      |         |
| Everton               |                                | 1     | 2007/08          |       |        | 1       |
| Spanje                | Vlag van Spanje                | 14    |                  | 5     | 5      | 4       |
| Athletic Bilbao       |                                | 3     | 2015/16, 2024/25 | 1     | 1      | 1       |
| Barcelona             |                                | 2     | 1977/78          |       | 2      |         |
| Villarreal            |                                | 2     | 2004/05          | 1     | 1      |         |
| Betis Sevilla         |                                | 2     | 2005/06          | 1     |        | 1       |
| Valencia              |                                | 2     | 2011/12          | 1     |        | 1       |
| Real Sociedad         |                                | 2     | 2020/21          |       | 1      | 1       |
| Sevilla FC            |                                | 1     | 2006/07          | 1     |        |         |
| Oekraïne              | Vlag van Oekraïne              | 12    |                  | 6     | 3      | 3       |
| Dynamo Kiev           |                                | 3     | 2010/11, 2020/21 |       |        | 3       |
| Sjachtar Donetsk      |                                | 2     | 2004/05          | 2     |        |         |
| Metalist Charkov      |                                | 2     | 2011/12          |       | 2      |         |
| FK Marioepol          |                                | 2     | 2019/20          | 1     | 1      |         |
| SK Dnipro-1           |                                | 2     | 2022/23          | 2     |        |         |
| Dnipro Dnipropetrovsk |                                | 1     | 2005/06          | 1     |        |         |
| Griekenland           | Vlag van Griekenland           | 11    |                  | 6     | 3      | 2       |
| PAOK Saloniki         |                                | 4     | 2004/05, 2013/14 | 2     | 2      |         |
| Olympiakos Piraeus    |                                | 2     | 2009/10          |       | 1      | 1       |
| Atromitos             |                                | 2     | 2013/14          | 1     |        | 1       |
| PAS Giannina          |                                | 2     | 2016/17          | 2     |        |         |
| AE Larissa            |                                | 1     | 2007/08          | 1     |        |         |
| België                | Vlag van België                | 10    |                  | 5     | 3      | 2       |
| RSC Anderlecht        |                                | 4     | 2011/12, 2022/23 | 3     |        | 1       |
| SC Lokeren            |                                | 2     | 1980/81          | 1     |        | 1       |
| Standard Luik         |                                | 2     | 2009/10          |       | 2      |         |
| Antwerp FC            |                                | 2     | 2019/20          | 1     | 1      |         |
| Turkije               | Vlag van Turkije               | 10    |                  | 5     | 5      | 0       |
| Fenerbahçe            |                                | 3     | 2006/07, 2024/25 | 1     | 2      |         |
| Galatasaray SK        |                                | 3     | 2024/25          | 1     | 2      |         |
| Kayserispor           |                                | 2     | 2006/07          | 1     | 1      |         |
| Istanbul Başakşehir   |                                | 2     | 2015/16          | 2     |        |         |
| Rusland               | Vlag van Rusland               | 9     |                  | 3     | 2      | 4       |
| Anzji Machatsjkala    |                                | 4     | 2012/13, 2013/14 | 1     | 1      | 2       |
| Zenit Sint-Petersburg |                                | 3     | 2007/08, 2016/17 | 1     | 1      | 1       |
| Krylja Sovetov        |                                | 2     | 2005/06          | 1     |        | 1       |
| Portugal              | Vlag van Portugal              | 9     |                  | 5     | 1      | 3       |
| Sporting Lissabon     |                                | 2     | 2004/05          | 1     |        | 1       |
| Paços Ferreira        |                                | 2     | 2007/08          | 1     | 1      |         |
| SL Benfica            |                                | 2     | 2013/14          |       |        | 2       |
| Gil Vicente FC        |                                | 2     | 2022/23          | 2     |        |         |
| SC Braga              |                                | 1     | 2006/07          | 1     |        |         |
| Italië                | Vlag van Italië                | 9     |                  | 6     | 1      | 2       |
| Internazionale        |                                | 2     | 1982/83          | 1     |        | 1       |
| Udinese               |                                | 2     | 2011/12          | 1     |        | 1       |
| SSC Napoli            |                                | 2     | 2020/21          | 1     | 1      |         |
| SS Lazio              |                                | 2     | 2022/23          | 2     |        |         |
| AS Roma               |                                | 1     | 2024/25          | 1     |        |         |
| Kazachstan            | Vlag van Kazachstan            | 8     |                  | 5     | 1      | 2       |
| FK Aktobe             |                                | 2     | 2010/11          | 1     |        | 1       |
| Sjachtjor Karaganda   |                                | 2     | 2013/14          | 1     | 1      |         |
| Kairat FK             |                                | 2     | 2018/19          | 1     |        | 1       |
| Astana FK             |                                | 2     | 2019/20          | 2     |        |         |
| Servië/Joegoslavië    | Vlag van Servië                | 8     |                  | 2     | 4      | 2       |
| Partizan Belgrado     |                                | 4     | 2015/16, 2019/20 |       | 2      | 2       |
| FK Radnički Niš       |                                | 2     | 1980/81          | 1     | 1      |         |
| FK Vojvodina          |                                | 2     | 2016/17          | 1     | 1      |         |
| Tsjechië              | Vlag van Tsjechië              | 8     |                  | 4     | 4      | 0       |
| FK Jablonec           |                                | 4     | 2011/12, 2021/22 | 2     | 2      |         |
| FC Slovan Liberec     |                                | 3     | 2006/07, 2013/14 | 1     | 2      |         |
| FC Viktoria Pilsen    |                                | 1     | 2020/21          | 1     |        |         |
| Noorwegen             | Vlag van Noorwegen             | 8     |                  | 3     | 3      | 2       |
| IK Start              |                                | 2     | 1981/82          | 2     |        |         |
| Aalesunds FK          |                                | 2     | 2011/12          | 1     |        | 1       |
| FK Bodø/Glimt         |                                | 2     | 2021/22          |       | 1      | 1       |
| Brann Bergen          |                                | 2     | 2023/24          |       | 2      |         |
| Duitsland             | Vlag van Duitsland             | 7     |                  | 1     | 2      | 4       |
| Alemannia Aachen      |                                | 2     | 2004/05          | 1     | 1      |         |
| Werder Bremen         |                                | 2     | 2006/07          |       | 1      | 1       |
| FC Augsburg           |                                | 2     | 2015/16          |       |        | 2       |
| 1. FC Nürnberg        |                                | 1     | 2007/08          |       |        | 1       |
| Zweden                | Vlag van Zweden                | 7     |                  | 4     | 2      | 1       |
| IFK Göteborg          |                                | 2     | 2010/11          | 1     |        | 1       |
| Malmö FF              |                                | 2     | 2011/12          | 1     | 1      |         |
| BK Häcken             |                                | 2     | 2019/20          | 1     | 1      |         |
| IF Elfsborg           |                                | 1     | 2024/25          | 1     |        |         |
| Bulgarije             | Vlag van Bulgarije             | 4     |                  | 2     | 2      | 0       |
| Levski Sofia*         |                                | 2     | 1980/81, 2025/26 | 1     | 1      |         |
| Litex Lovetsj         |                                | 1     | 2005/06          | 1     |        |         |
| PFK Loedogorets       |                                | 1     | 2024/25          |       | 1      |         |
| Frankrijk             | Vlag van Frankrijk             | 5     |                  | 2     | 1      | 2       |
| FC Sochaux            |                                | 2     | 1980/81          | 1     | 1      |         |
| Olympique Lyonnais    |                                | 2     | 2016/17          |       |        | 2       |
| AJ Auxerre            |                                | 1     | 2004/05          | 1     |        |         |
| Oostenrijk            | Vlag van Oostenrijk            | 5     |                  | 0     | 3      | 2       |
| Austria Wien          |                                | 2     | 2011/12          |       | 2      |         |
| LASK Linz             |                                | 2     | 2019/20          |       | 1      | 1       |
| Grazer AK             |                                | 1     | 2004/05          |       |        | 1       |
| Schotland             | Vlag van Schotland             | 5     |                  | 3     | 0      | 2       |
| Celtic FC             |                                | 2     | 2021/22          | 1     |        | 1       |
| Dundee United FC      |                                | 2     | 2022/23          | 1     |        | 1       |
| Rangers FC            |                                | 1     | 2004/05          | 1     |        |         |
| Luxemburg             | Vlag van Luxemburg             | 4     |                  | 4     | 0      | 0       |
| Red Boys Differdange  |                                | 4     | 1977/78, 1980/81 | 4     |        |         |
| Ierland               | Vlag van Ierland               | 4     |                  | 2     | 2      | 0       |
| Limerick United       |                                | 2     | 1982/83          | 1     | 1      |         |
| Dundalk FC            |                                | 2     | 2016/17          | 1     | 1      |         |
| Israël                | Vlag van Israël                | 4     |                  | 2     | 1      | 1       |
| Maccabi Haifa         |                                | 2     | 2013/14          | 2     |        |         |
| Maccabi Tel Aviv      |                                | 2     | 2016/17          |       | 1      | 1       |
| Roemenië              | Vlag van Roemenië              | 4     |                  | 3     | 0      | 1       |
| Astra Giurgiu         |                                | 2     | 2015/16          | 1     |        | 1       |
| CFR Cluj              |                                | 2     | 2021/22          | 2     |        |         |
| Bosnië en Herzegovina | Vlag van Bosnië en Herzegovina | 4     |                  | 3     | 0      | 1       |
| FK Tuzla City         |                                | 2     | 2022/23          | 2     |        |         |
| HŠK Zrinjski Mostar   |                                | 2     | 2023/24          | 1     |        | 1       |
| Liechtenstein         | Vlag van Liechtenstein         | 4     |                  | 4     | 0      | 0       |
| FC Vaduz              |                                | 4     | 2022/23, 2025/26 | 4     |        |         |
| Polen                 | Vlag van Polen                 | 3     |                  | 2     | 0      | 1       |
| Legia Warschau        |                                | 2     | 2023/24          | 1     |        | 1       |
| Amica Wronki          |                                | 1     | 2004/05          | 1     |        |         |
| Zwitserland           | Vlag van Zwitserland           | 2     |                  | 2     | 0      | 0       |
| Grasshopper Club      |                                | 2     | 2005/06, 2006/07 | 2     |        |         |
| Wit-Rusland           | Vlag van Wit-Rusland           | 2     |                  | 1     | 0      | 1       |
| BATE Borisov          |                                | 2     | 2010/11          | 1     |        | 1       |
| Moldavië              | Vlag van Moldavië              | 2     |                  | 1     | 1      | 0       |
| FC Sheriff            |                                | 2     | 2010/11          | 1     | 1      |         |
| Kroatië               | Vlag van Kroatië               | 2     |                  | 1     | 0      | 1       |
| HNK Rijeka            |                                | 2     | 2020/21          | 1     |        | 1       |
| Denemarken            | Vlag van Denemarken            | 2     |                  | 1     | 1      | 0       |
| Randers FC            |                                | 2     | 2021/22          | 1     | 1      |         |
| Cyprus                | Vlag van Cyprus                | 2     |                  | 1     | 0      | 1       |
| Apollon Limassol      |                                | 2     | 2022/23          | 1     |        | 1       |
| Andorra               | Vlag van Andorra               | 2     |                  | 2     | 0      | 0       |
| Santa Coloma          |                                | 2     | 2023/24          | 2     |        |         |
| Finland               | Vlag van Finland               | 2     |                  | 1     | 0      | 1       |
| Ilves Tampere         |                                | 2     | 2025/26          | 1     |        | 1       |
| Hongarije             | Vlag van Hongarije             | 1     |                  | 0     | 0      | 1       |
| Ferencvárosi TC       |                                | 1     | 2024/25          |       |        | 1       |
| 104                   | 35                             | 214   | 24               | 100   | 55     | 59      |

In bovenstaande tabel zijn cursief genoteerde clubs reeds opgeheven of gefuseerd.
- Levski Sofia is dezelfde club als Levski Spartak, waar AZ in het seizoen 1980/81 tegen speelde.

### Top10 vaakst getroffen clubs
| # | Tegenstander         | Gespeeld | Balans (W-G-V) | Seizoenen        |
| - | -------------------- | -------- | -------------- | ---------------- |
| 1 | Red Boys Differdange | 4        | 4 - 0 - 0      | 1977/78, 1980/81 |
| 1 | Ipswich Town         | 4        | 1 - 1 - 2      | 1978/79, 1980/81 |
| 1 | PAOK Saloniki        | 4        | 2 - 2 - 0      | 2004/05, 2013/14 |
| 1 | Anzji Machatsjkala   | 4        | 1 - 1 - 2      | 2012/13, 2013/14 |
| 1 | Partizan Belgrado    | 4        | 0 - 2 - 2      | 2015/16, 2019/20 |
| 1 | FK Jablonec          | 4        | 2 - 2 - 0      | 2011/12, 2021/22 |
| 1 | RSC Anderlecht       | 4        | 3 - 0 - 1      | 2011/12, 2022/23 |
| 1 | FC Vaduz             | 4        | 4 - 0 - 0      | 2022/23, 2025/26 |
| 8 | Slovan Liberec       | 3        | 1 - 2 - 0      | 2006/07, 2013/14 |
| 8 | FK Zenit             | 3        | 1 - 1 - 1      | 2007/08, 2016/17 |
| 8 | Dynamo Kiev          | 3        | 0 - 0 - 3      | 2010/11, 2020/21 |
| 8 | Athletic Bilbao      | 3        | 1 - 1 - 1      | 2015/16, 2024/25 |
| 8 | Fenerbahçe           | 3        | 1 - 2 - 0      | 2006/07, 2024/25 |
| 8 | Galatasaray SK       | 3        | 1 - 2 - 0      | 2024/25          |
| 8 | Tottenham Hotspur    | 3        | 1 - 0 - 2      | 2024/25          |

## UEFA ranking sinds 1968
In onderstaand schema wordt per jaargang de UEFA ranking van AZ vermeld.
| _____ |

| 117 |

| 93 |

| 97 |

| 52 |

| 28 |

| 32 |

| 44 |

| 40 |

| 71 |

| 138 |

| _____ |

| 56 |

| 39 |

| 21 |

| 20 |

| 22 |

| 39 |

| 47 |

| 49 |

| 60 |

| 35 |

| 44 |

| 44 |

| 65 |

| 58 |

| 118 |

| 83 |

| 66 |

| 58 |

| 38 |

| 39 |

| 39 |

| 34 |

| 37 |

| 61 |

| Legenda                                                |
| ------------------------------------------------------ |
| AZ speelde deze jaargang Europees voetbal              |
| AZ speelde deze jaargang geen Europees voetbal         |
| Toekomstige ranking op basis van huidige coëfficiënten |
| AZ had in deze periode geen UEFA ranking               |
| Seizoen nog gaande                                     |

De onderstaande grafiek toont de vergelijking over de periode 2005-2020 van de UEFA ranking van de vier Nederlandse clubs met de meeste Europese ervaring in UEFA toernooien. De ranking van AZ is hierin weergegeven als de rode lijn.

## Records
Onderstaand overzicht betreft de resultaten en uitslagen exclusief penaltyserie(s).
| Record                                                           | Thuis                                          | Uit                                                                              | Thuis en Uit                                 |
| ---------------------------------------------------------------- | ---------------------------------------------- | -------------------------------------------------------------------------------- | -------------------------------------------- |
| Grootste overwinning                                             | 11-1 (AZ - Red Boys Differdange in 1977/78)    | 0-5 (Red Boys Differdange - AZ in 1977/78), (Astana FK - AZ in 2019/20)          | 16-1 (tegen Red Boys Differdange in 1977/78) |
| Meeste doelpunten                                                | 12 (AZ - Red Boys Differdange 11-1 in 1977/78) | 8 (Krylja Sovetov - AZ 5-3 in 2005/06), (Olympique Lyonnais - AZ 7-1 in 2016/17) | 17 (tegen Red Boys Differdange in 1977/78)   |
| Grootste nederlaag                                               | 0-5 (AZ - Anzji Machatsjkala in 2012/13)       | 7-1 (Olympique Lyonnais - AZ in 2016/17)                                         | 2-11 (tegen Olympique Lyonnais in 2016/17)   |
| Serie opeenvolgend (in welke periode of het aantal keer behaald) |                                                |                                                                                  |                                              |
| Overwinningen                                                    | 8 (07-2022 - 05-2023)                          | 2 (8x)                                                                           | 6 (08-2022 - 10-2022)                        |
| Ongeslagen                                                       | 32 (09-1977 - 12-2007)                         | 6 (08-2013 - 04-2014)                                                            | 12 (08-2018 - 12-2019)                       |
| Gelijke spelen                                                   | 3 (09-2009 - 12-2009)                          | 3 (09-2011 - 11-2011)                                                            | 5 (09-2011 - 12-2011)                        |
| Zonder overwinning                                               | 4 (12-2007 - 12-2009)                          | 15 (10-2007 - 02-2012)                                                           | 8 (12-2007 - 12-2009)                        |
| Nederlagen                                                       | 2 (2x)                                         | 5 (09-2024 - 10-2024)                                                            | 3 (5x)                                       |
| Zonder tegendoelpunt                                             | 5 (09-1978 - 04-1981)                          | 2 (3x)                                                                           | 4 (07-2019 - 08-2019)                        |
| Minimaal één doelpunt gescoord                                   | 18 (09-1980 - 11-2005)                         | 9 (09-2006 - 12-2007)                                                            | 11 (02-2006 - 03-2007)                       |
| Minimaal één tegendoelpunt                                       | 5 (02-2005 - 11-2005)                          | 14 (10-2007 - 11-2011)                                                           | 10 (02-2005 - 11-2005)                       |
| Niet gescoord                                                    | 2 (2x)                                         | 3 (12-2019 - 10-2020)                                                            | 3 (2x)                                       |
| 0-0 Eindstand                                                    | 2 (04-2007 - 09-2007)                          | 1 (5x)                                                                           | 1 (14x)                                      |
| Europese kwalificaties                                           | 8 (2018-heden)                                 | 8 (2018-heden)                                                                   | 8 (2018-heden)                               |
| Groepsfase bereikt*                                              | 7 (2004-2012)                                  | 7 (2004-2012)                                                                    | 7 (2004-2012)                                |
| Europees overwinterd*                                            | 3 (2004-2007)                                  | 3 (2004-2007)                                                                    | 3 (2004-2007)                                |

* Jaargangen zonder Europese kwalificatie zijn niet meegerekend.

## Statistieken
Noot vooraf: dit overzicht is exclusief wedstrijden in de Intertoto Cup. Deze competitie werd tot 1995 niet georganiseerd door de UEFA en wordt niet meegerekend in UEFA's officiële Europese statistieken. Derhalve zijn deze wedstrijden ook niet in dit overzicht opgenomen.
Niet meer bestaande competities zijn cursief.
Legenda:
Gs = gespeeld; W = gewonnen; G = gelijkspel; V = verloren; DV = doelpunten voor; DT = doelpunten tegen; DS = doelsaldo

### Per deelname
Onderstaand schema is geordend op basis van de meeste deelnames aan het betreffende toernooi.
| Competitie        | Aantal | Seizoen                                                                                           |
| ----------------- | ------ | ------------------------------------------------------------------------------------------------- |
| Europa League     | 11×    | 2010/11, 2011/12, 2012/13, 2013/14, 2015/16, 2016/17, 2018/19, 2019/20, 2020/21, 2021/22, 2024/25 |
| UEFA Cup          | 6×     | 1977/78, 1980/81, 2004/05, 2005/06, 2006/07, 2007/08                                              |
| Conference League | 3×     | 2021/22, 2022/23, 2023/24, 2025/26                                                                |
| Champions League  | 2×     | 2009/10, 2020/21                                                                                  |
| Europacup II      | 2×     | 1978/79, 1982/83                                                                                  |
| Europacup I       | 1×     | 1981/82                                                                                           |

### Per competitie
| Trofee                        | Competitie        | Gs  | W    | G   | V   | DV  | DT  | DS  | Deelname laatste seizoen |
| ----------------------------- | ----------------- | --- | ---- | --- | --- | --- | --- | --- | ------------------------ |
| European Champions Clubs' Cup | Champions League  | 08  | 01   | 04  | 03  | 07  | 011 | 0-4 | 2020/21                  |
| European Champions Clubs' Cup | Europacup I       | 04  | 02   | 01  | 01  | 08  | 06  | 0+2 | 1981/82                  |
| European Champions Clubs' Cup | Totaal            | 012 | 03   | 05  | 04  | 015 | 013 | 0-2 |                          |
| UEFA Cup                      | Europa League     | 100 | 040  | 028 | 032 | 144 | 129 | +15 | 2024/25                  |
| UEFA Cup                      | UEFA Cup          | 056 | 031  | 015 | 010 | 121 | 067 | +54 | 2007/08                  |
| UEFA Cup                      | Totaal            | 156 | 071  | 043 | 042 | 265 | 196 | +69 |                          |
| UEFA ECL Trophy               | Conference League | 040 | 024  | 05  | 011 | 074 | 042 | +24 | 2025/26                  |
| Cup Winners Cup               | Europacup II      | 06  | 02   | 02  | 02  | 03  | 05  | 0-2 | 1982/83                  |
| Totaal                        |                   | 214 | 0100 | 055 | 059 | 357 | 260 | +97 |                          |

### Per resultaat
|        | Gs  | W   | G  | V  | DV  | DT  | DS   |
| ------ | --- | --- | -- | -- | --- | --- | ---- |
| Thuis1 | 107 | 68  | 28 | 11 | 212 | 085 | +127 |
| Uit    | 107 | 32  | 27 | 48 | 145 | 175 | –30  |
| Totaal | 214 | 100 | 55 | 59 | 357 | 260 | +97  |

1 Inclusief zeven thuiswedstrijden op vreemde bodem: De UEFA Cupfinale tegen Ipswich Town FC en de wedstrijd in de Europacup I tegen Liverpool FC werden afgewerkt in het Olympisch Stadion te Amsterdam. De wedstrijden in de Europa League in 2019 tegen FK Marioepol, Manchester United FC, Astana FK en FK Partizan werden afgewerkt in het Cars Jeans Stadion te Den Haag en tegen Antwerp FC in de Grolsch Veste te Enschede.

### Per stadion (thuis)
|                    | Gs  | W  | G  | V  | DV  | DT | DS   |
| ------------------ | --- | -- | -- | -- | --- | -- | ---- |
| AFAS Stadion       | 78  | 47 | 20 | 11 | 138 | 66 | +72  |
| Alkmaarderhout     | 22  | 18 | 04 | 0  | 55  | 12 | +43  |
| Cars Jeans Stadion | 04  | 02 | 02 | 0  | 12  | 02 | +10  |
| Olympisch Stadion  | 02  | 01 | 01 | 0  | 06  | 04 | 0+2  |
| Grolsch Veste      | 01  | 0  | 01 | 0  | 01  | 01 | 0    |
| Totaal             | 107 | 68 | 28 | 11 | 212 | 85 | +127 |

## Individuele statistieken
| Top-20 Wedstrijden | Top-20 Wedstrijden      | Top-20 Wedstrijden |
| #                  | Naam speler             | Aantal             |
| ------------------ | ----------------------- | ------------------ |
| 1                  | Jordy Clasie            | 59                 |
| 2                  | Yukinari Sugawara       | 50                 |
| 3                  | Dani de Wit             | 48                 |
| 4                  | Pantelis Hatzidiakos    | 46                 |
| 5                  | Kew Jaliens             | 45                 |
| "                  | Maarten Martens         | 45                 |
| 7                  | Johann Berg Gudmundsson | 36                 |
| 8                  | Barry Opdam             | 33                 |
| "                  | Fredrik Midtsjø         | 33                 |
| "                  | Vangelis Pavlidis       | 33                 |
| 11                 | Tim de Cler             | 32                 |
| "                  | Nick Viergever          | 32                 |
| 13                 | Esteban Alvarado        | 31                 |
| "                  | Mayckel Lahdo           | 31                 |
| 15                 | Mattias Johansson       | 30                 |
| "                  | Owen Wijndal            | 30                 |
| 17                 | Brett Holman            | 28                 |
| "                  | Celso Ortíz             | 28                 |
| "                  | Bruno Martins Indi      | 28                 |
| "                  | Sven Mijnans            | 28                 |
|                    | 4 spelers               | 27                 |

| Top-20 Doelpunten | Top-20 Doelpunten       | Top-20 Doelpunten |
| #                 | Naam speler             | Aantal            |
| ----------------- | ----------------------- | ----------------- |
| 1                 | Kees Kist               | 18                |
| 2                 | Vangelis Pavlidis       | 16                |
| 3                 | Jan Peters              | 10                |
| "                 | Troy Parrott            | 10                |
| 5                 | Sjota Arveladze         | 9                 |
| "                 | Dani de Wit             | 9                 |
| 7                 | Pier Tol                | 8                 |
| "                 | Johann Berg Gudmundsson | 8                 |
| 9                 | Kristen Nygaard         | 7                 |
| "                 | Barry van Galen         | 7                 |
| "                 | Maarten Martens         | 7                 |
| "                 | Teun Koopmeiners        | 7                 |
| "                 | Albert Gudmundsson      | 7                 |
| "                 | Sven Mijnans            | 7                 |
| 15                | Danny Koevermans        | 6                 |
| "                 | Pontus Wernbloom        | 6                 |
| "                 | Myron Boadu             | 6                 |
| 18                | Kurt Welzl              | 5                 |
| "                 | Denny Landzaat          | 5                 |
| "                 | Mousa Dembélé           | 5                 |
| "                 | Brett Holman            | 5                 |
| "                 | Calvin Stengs           | 5                 |
| "                 | Mayckel Lahdo           | 5                 |
| "                 | Ruben van Bommel        | 5                 |
|                   | 10 spelers              | 4                 |

| Alle Coaches* | Alle Coaches*     | Alle Coaches* | Alle Coaches* | Alle Coaches* | Alle Coaches* | Alle Coaches* |
| #             | Naam coach        | Aantal        | W             | G             | V             | Gem. pt.*     |
| ------------- | ----------------- | ------------- | ------------- | ------------- | ------------- | ------------- |
| 1             | Pascal Jansen     | 39            | 22            | 5             | 12            | 1.82          |
| 2             | Gertjan Verbeek   | 31            | 13            | 7             | 11            | 1.48          |
| 3             | Louis Van Gaal    | 26            | 12            | 8             | 6             | 1.69          |
| 4             | John van den Brom | 24            | 10            | 4             | 10            | 1.42          |
| 5             | Arne Slot         | 21            | 8             | 9             | 4             | 1.57          |
| 6             | Georg Kessler     | 18            | 9             | 5             | 4             | 1.78          |
| 7             | Maarten Martens   | 16            | 8             | 3             | 5             | 1.69          |
| 8             | Co Adriaanse      | 14            | 10            | 2             | 2             | 2.29          |
| 9             | Dick Advocaat     | 9             | 4             | 3             | 2             | 1.67          |
| 10            | Ronald Koeman     | 5             | 0             | 3             | 2             | 0.60          |
| 11            | Hans Kraay sr.    | 4             | 2             | 2             | 0             | 2.00          |
| 12            | Hans Eijkenbroek  | 4             | 2             | 1             | 1             | 1.75          |
| 13            | Martin Haar       | 3             | 0             | 3             | 0             | 1.00          |

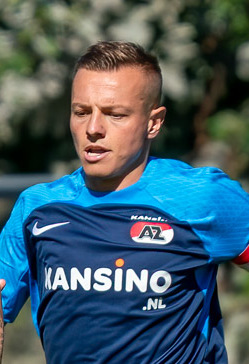
Jordy Clasie heeft de meeste Europese wedstrijden gespeeld voor AZ.

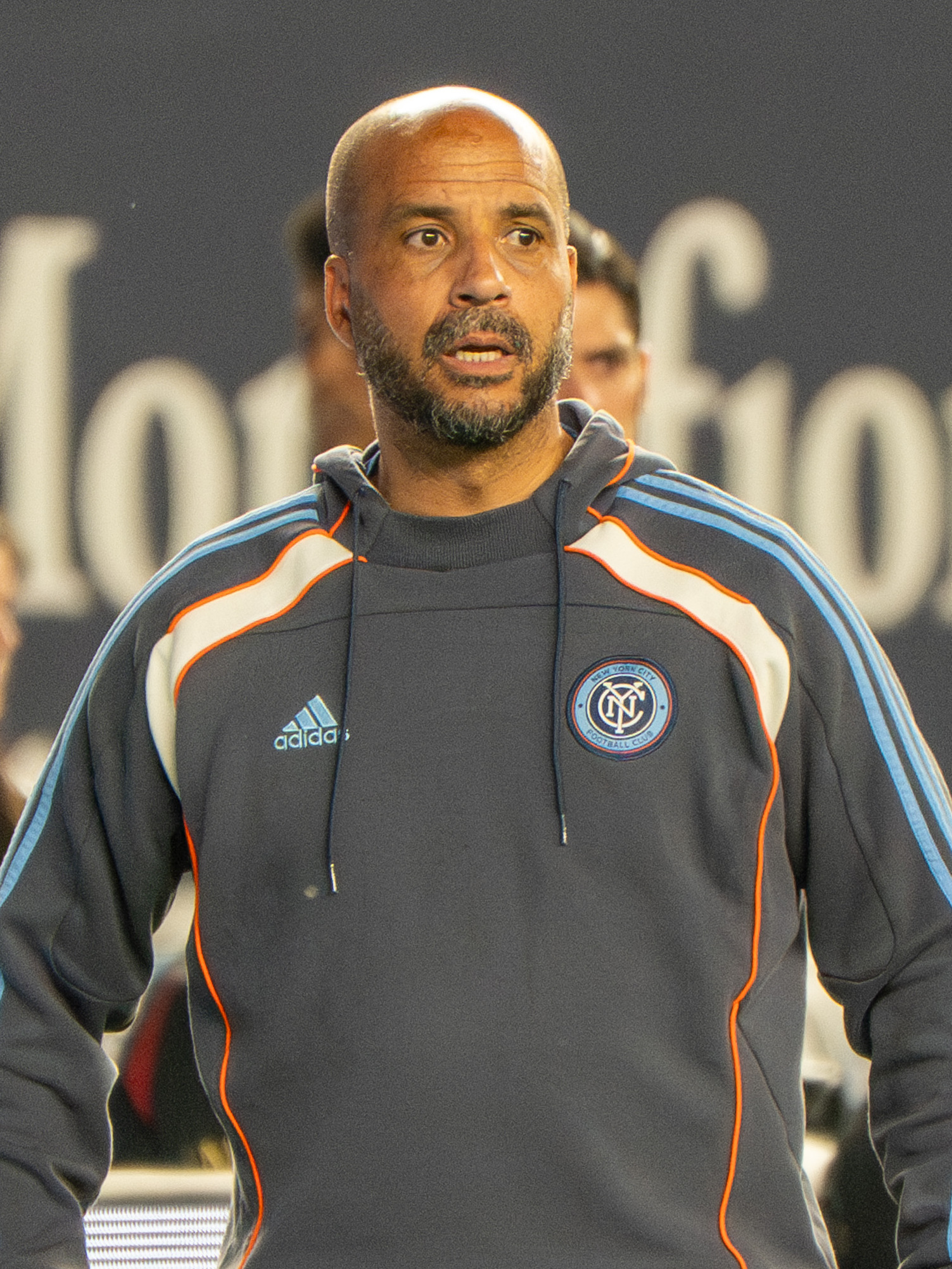
Pascal Jansen heeft de meeste Europese wedstrijden als coach op de bank gezeten bij AZ.

* Het betreft hier het aantal Europese wedstrijden als hoofdcoach op de bank van AZ. Afwezigheid op de bank door schorsing wordt niet bij dit aantal gerekend, maar bij de persoon die de honneurs als hoofdverantwoordelijke op de bank waarneemt. Bij het gemiddeld aantal punten per wedstrijd is 3 punten per overwinning aangehouden.

## AZ Vrouwen

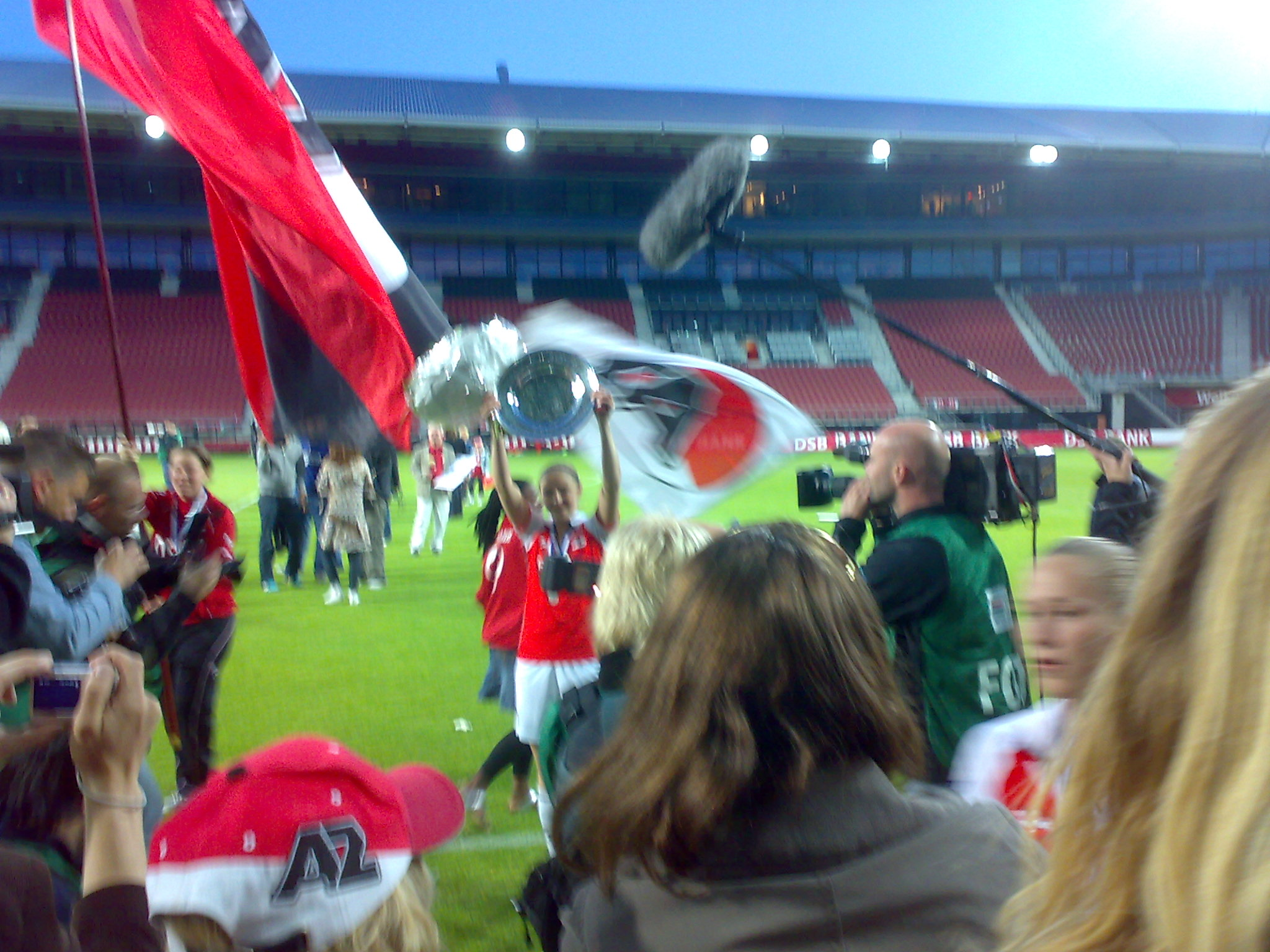
De AZ vrouwen werden in 2008 voor het eerst kampioen en plaatsten zich voor het eerst voor Europees voetbal.

Tussen 2007 en 2011 waren de AZ Vrouwen actief in de Eredivisie en konden zij zich via het landskampioenschap kwalificeren voor Europees voetbal. Vanaf 2023 is het vrouwenelftal van AZ terug in de Eredivisie voor vrouwen en maken de dames van AZ opnieuw kans zich voor Europees voetbal te kwalificeren.

### Deelnames
Door hun drie behaalde landskampioenschappen speelden de dames van AZ drie seizoenen Europees voetbal. AZ nam eenmaal deel aan de Women's Cup en tweemaal aan de Women's Champions League, welke in 2009 als opvolger van de Women's Cup werd opgericht. Hieronder staan de wedstrijden van AZ in een schema vermeld.

### Wedstrijden
Achter de eerstgenoemde uitslag in onderstaande tabel staat tussen haakjes of de wedstrijd thuis, uit of op neutraal terrein werd gespeeld.
| Seizoen | Ronde | Land                | Club               | Score       |
| ------- | ----- | ------------------- | ------------------ | ----------- |
| 2008/09 | QG    | Vlag van Schotland  | Glasgow City LFC   | 1-1 (n)     |
| 2008/09 | QG    | Vlag van Moldavië   | FC Narta Chisinau  | 7-0 (n)     |
| 2008/09 | QG    | Vlag van Servië     | ŽFK Mašinac Niš    | 4-1 (u)     |
| 2009/10 | 32    | Vlag van Denemarken | Brøndby IF         | 1-2(t), 1-1 |
| 2010/11 | 32    | Vlag van Frankrijk  | Olympique Lyonnais | 1-2(t), 0-8 |

### Individuele Statistieken
| Top-5 Wedstrijden | Top-5 Wedstrijden            | Top-5 Wedstrijden |
| #                 | Naam speler                  | Aantal            |
| ----------------- | ---------------------------- | ----------------- |
| 1                 | Loes Geurts                  | 7                 |
| "                 | Claudia van den Heiligenberg | 7                 |
| "                 | Jessica Fishlock             | 7                 |
| "                 | Chantal de Ridder            | 7                 |
| "                 | Loïs Oudemast                | 7                 |
|                   | 3 spelers                    | 6                 |

| Top-5 Doelpunten | Top-5 Doelpunten             | Top-5 Doelpunten |
| #                | Naam speler                  | Aantal           |
| ---------------- | ---------------------------- | ---------------- |
| 1                | Chantal de Ridder            | 5                |
| 2                | Dionne Demarteau             | 2                |
| "                | Claudia van den Heiligenberg | 2                |
| 4                | Sharon Kok                   | 1                |
| "                | Daphne Koster                | 1                |
| "                | Jessica Fishlock             | 1                |
| "                | Loïs Oudemast                | 1                |

## AZ Jeugd

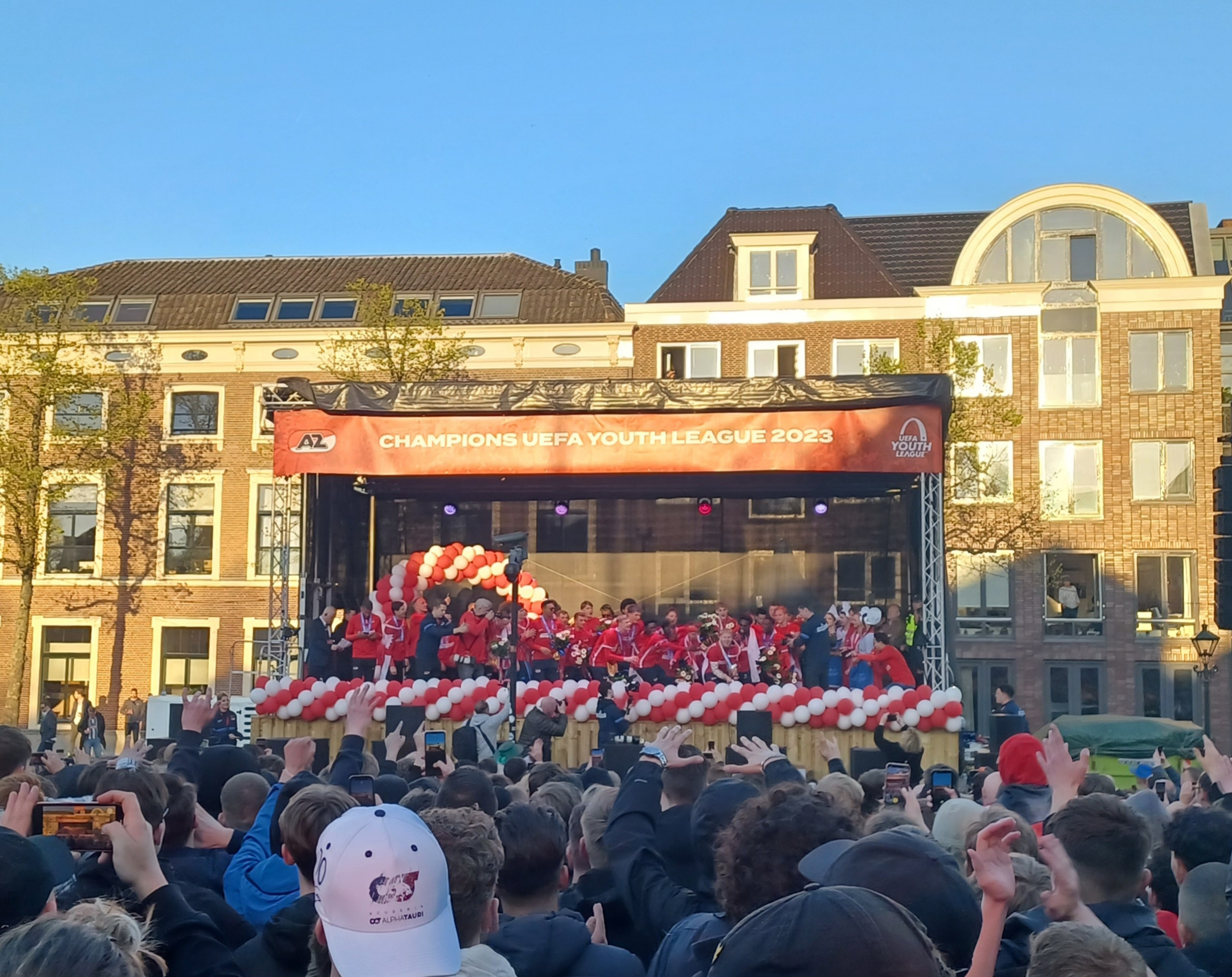
Huldiging van AZ Onder 18 op het Waagplein, te Alkmaar, na winst in de Youth League.

Het Onder 18 elftal van AZ kan zich eveneens plaatsen voor Europees voetbal. Indien de hoofdmacht van AZ zich weet te plaatsen voor de groepsfase van de Champions League óf het hoogste jeugdteam (tot 2020/21 was dat Onder 19, vanaf 2020/21 Onder 18) is het voorafgaande seizoen landskampioen geworden, dan plaatst AZ Onder 18 zich voor de (kwalificatieronde) van de UEFA Youth League. Spelers die jonger zijn dan 18 jaar en/of 18 worden in het jaar waarop het Youth League seizoen van start gaat zijn speelgerechtigd. Daarnaast wordt voor maximaal 5 spelers die 19 worden in het desbetreffende jaar dispensatie verleent. In beide gevallen geldt dat er ook aan andere voorwaarden dan leeftijdseisen voldaan moet worden.

### Deelnames
Door een 1e plek in de vanwege de Coronapandemie afgebroken A-Junioren Eredivisie 2019/20, plaatste AZ Onder 19 zich voor het eerst voor de Youth League in het seizoen 2020/21. Vanwege de voortdurende pandemie werd op 17 februari 2021 door de UEFA besloten deze gehele editie van de Youth League af te gelasten. AZ zou op 2 maart in een gewijzigd format gaan spelen tegen Galatasaray. Omdat vanwege de pandemie ook alle jeugdcompetities voor teamsporten in Nederland al vroeg in het seizoen waren afgebroken en later werden afgelast, behield AZ echter het voorgaande seizoen verworven ticket voor de volgende editie van de Youth League, met genormaliseerd format.
In 2022 werd AZ onder 18 landskampioen, waardoor dit team zich opnieuw plaatste voor de Youth League.
Het werd een gedenkwaardige editie, want AZ werd de eerste Nederlandse ploeg die het toernooi wist te winnen. Hiermee werd ook kwalificatie voor de volgende editie veilig gesteld.

### Wedstrijden
| Seizoen | Ronde | Land                  | Club                | Score               |
| ------- | --- | --------------------- | ------------------- | ------------------- |
| 2020/21 | 64 | Vlag van Turkije      | Galatasaray SK      | afgelast            |
| 2021/22 | 64 | Vlag van Azerbeidzjan | Qäbälä PFK          | 4-0(u), 7-0         |
| 2021/22 | 48 | Vlag van Frankrijk    | Angers SCO          | 1-0(u), 0-1 (5-4ns) |
| 2021/22 | 24 | Vlag van Spanje       | Villarreal CF       | 3-3(t) (4-3ns)      |
| 2021/22 | 1/8F | Vlag van Italië       | Juventus FC         | 0-0(t) (4-5ns)*     |
| 2021/22 | *= Bayron Strijdonck scoorde de winnende penalty. Hij speelde tot medio 2020 drie seizoenen in de jeugdopleiding van AZ. |                       |                     |                     |
| 2022/23 | 64 | Vlag van Ierland      | Shamrock Rovers FC  | 5-0(t), 1-1         |
| 2022/23 | 48 | Vlag van Servië       | Rode Ster Belgrado  | 2-2(t), 1-1 (4-3ns) |
| 2022/23 | 24 | Vlag van Duitsland    | Eintracht Frankfurt | 5-0(t)              |
| 2022/23 | 1/8F | Vlag van Spanje       | FC Barcelona        | 3-0(u)              |
| 2022/23 | 1/4F | Vlag van Spanje       | Real Madrid         | 4-0(t)              |
| 2022/23 | 1/2F | Vlag van Portugal     | Sporting Lissabon   | 2-2(n) (4-3ns)      |
| 2022/23 | F | Vlag van Kroatië      | Hajduk Split        | 5-0(n)              |
| 2022/23 | AZ wint de UEFA Youth League 2022/23                                                                                     |                       |                     |                     |
| 2023    | F | Vlag van Argentinië   | Boca Juniors        | 1-1(u) (1-4ns)      |
| 2023/24 | 64 | Vlag van Litouwen     | FK Klaipėda         | 12-0(t), 2-0        |
| 2023/24 | 48 | Vlag van Noorwegen    | Molde FK            | 4-3(u), 2-0         |
| 2023/24 | 24 | Vlag van Spanje       | Atletico Madrid     | 1-0(t)              |
| 2023/24 | 1/8F | Vlag van Portugal     | FC Porto            | 1-1(t) (3-4ns)      |
| 2024/25 | 76 | Vlag van Noorwegen    | Strømsgodset IF     | 4-1(u), 4-1         |
| 2024/25 | 56 | Vlag van Engeland     | Manchester United   | 2-1(t), 0-0         |
| 2024/25 | 32 | Vlag van Portugal     | Benfica FC          | 2-2(t) (4-3ns)      |
| 2024/25 | 1/8F | Vlag van Spanje       | Real Madrid         | 2-0(u)              |
| 2024/25 | 1/4F | Vlag van Engeland     | Manchester City     | 1-0(t)              |
| 2024/25 | 1/2F | Vlag van Spanje       | FC Barcelona        | 0-1(n)              |

### Individuele Statistieken
Noot vooraf: de wedstrijd die AZ speelde om de Onder-20 Intercontinental Cup wordt niet in onderstaande statistieken meegenomen.
Vetgedrukte spelers voldoen aan de leeftijdseisen van de UEFA voor deelname aan de Youth League in seizoen 2024/25.
| Top-5 Wedstrijden | Top-5 Wedstrijden | Top-5 Wedstrijden |
| #                 | Naam speler       | Aantal            |
| ----------------- | ----------------- | ----------------- |
| 1                 | Lewis Schouten    | 18                |
| 2                 | Enoch Mastoras    | 16                |
| 3                 | Dave Kwakman      | 15                |
| "                 | Ro-Zangelo Daal   | 15                |
| 5                 | Yoël van den Ban  | 14                |
|                   | 5 spelers         | 13                |

| Top-5 Doelpunten | Top-5 Doelpunten | Top-5 Doelpunten |
| #                | Naam speler      | Aantal           |
| ---------------- | ---------------- | ---------------- |
| 1                | Mexx Meerdink    | 11               |
| 2                | Ernest Poku      | 8                |
| 3                | Yoël van den Ban | 7                |
| 4                | Jasper Hartog    | 6                |
| 5                | Anthony Smits    | 5                |
|                  | 4 spelers        | 4                |

## Trivia
- Fernando Ricksen, Jerrel Hasselbaink, Ragnar Klavan, Haris Međunjanin, Dorin Rotariu, Rajko Brežančić, Sergio Romero en Ondřej Mihálik zijn oud-AZ-spelers die na hun actieve periode bij AZ een Europese wedstrijd tegen AZ speelden. Ricksen met Rangers FC, Hasselbaink met Middlesbrough FC, Klavan met FC Augsburg, Međunjanin met Maccabi Tel Aviv (waar destijds oud-AZ-speler Sjota Arveladze als hoofdcoach actief was), Rotariu met Astana FK, Brežančić (in 2019) met FK Partizan, Romero namens Manchester United FC en Mihálik namens Viktoria Plzeň.

N.B. James Holland speelde namens LASK het tweeluik tegen AZ, maar hij heeft nimmer een officieel duel voor AZ gespeeld. Kevin Luckassen was niet speelgerechtigd voor zijn nieuwe club, FC Slovan Liberec, toen deze AZ trof in de Europa League. Joona Toivio speelde met BK Häcken tegen AZ, waar hij een deel van de jeugdopleiding doorliep. Yves De Winter heeft 3 jaar onder contract gestaan bij AZ (1 wedstrijd gespeeld) en zat als derde doelman van Antwerp FC op de tribune tijdens het tweeluik tegen AZ.
- Andersom hebben Pontus Wernbloom, Maarten Martens, Rajko Brežančić (in 2015), Håkon Evjen, David Møller Wolfe en Troy Parrott in het shirt van AZ een wedstrijd tegen hun oude club gespeeld, respectievelijk tegen IFK Göteborg, RSC Anderlecht, Partizan Belgrado, FK Bodø/Glimt, Brann Bergen en Tottenham Hotspur.

N.B. Joey Didulica kondigde enige tijd voor de wedstrijd tegen zijn oude club (Austria Wien) aan per direct te stoppen als profvoetballer. Hij had zijn afscheid als speler voorafgaand aan het thuisduel tegen deze club. Sébastien Pocognoli speelde met AZ tegen Standard Luik, waar hij een deel van de jeugdopleiding doorliep.
- Dieumerci Mbokani is de speler die het vaakst tegen AZ gespeeld heeft in Europees verband. Hij kwam voor Standard Luik, RSC Anderlecht en Antwerp FC in totaal zes keer tegen AZ in actie. Dat is één keer vaker dan de nummer twee op de lijst Andrej Arsjavin.
- Het meest in het oog springende record dat AZ ooit in handen had is die van de langste ongeslagen thuisreeks. Mede dankzij de uitoverwinning op Sevilla FC, die op dat moment een langere ongeslagen thuisreeks dan AZ had, lukte het AZ om Ipswich Town FC van de troon te stoten. Dit gebeurde door de wedstrijd tegen Larissa te winnen. Helaas ging het de wedstrijd daarna tegen Everton FC al mis, waardoor de reeks bleef steken op 32 thuiswedstrijden ongeslagen. Met 31 ongeslagen thuisduels is Ipswich weer leider. AZ's serie is echter niet de langste ooit. Deze staat op naam van Manchester United FC, die vanaf haar eerste Europese wedstrijd tot de nederlaag in 1996 tegen Fenerbahçe 56 wedstrijden ongeslagen bleef.[8][9]
- Adam Maher is door zijn doelpunt in de thuiswedstrijd tegen BATE Borisov in het seizoen 2010/11 met 17 jaar en 147 dagen de jongste Nederlandse doelpuntenmaker in een Europacup toernooi ooit. Hij nam het stokje over van Rafael van der Vaart (17 jaar en 213 dagen).[10]
- Met 16 wedstrijden in het seizoen 2011/12 heeft AZ van alle Nederlandse clubs 7 jaar lang het hoogste aantal Europese wedstrijden in één seizoen gespeeld. Dat bracht het totaal aantal officiële wedstrijden van dat seizoen op 55, drie minder dan het landelijke record van 58, dat mede in handen is van AZ. AZ kwam tot dit aantal in het seizoen 2013/14, toen AZ onder andere de kwartfinale van de UEFA Europa League wist te bereiken en vier wedstrijden speelde in het kader van de play-offs om Europees voetbal.
- Tot 2015 is Sjachtjor Karaganda de club geweest die de grootste afstand heeft moeten overbruggen voor het spelen van een Europese wedstrijd in een hoofdtoernooi van de UEFA. Dit was in 2013 tegen AZ met een afstand van 4.595 km. AZ zelf speelde de uitwedstrijd in het stadion van het iets dichterbij gelegen Astana FK, de club die het record van Karaganda overnam (tegen Benfica).[11]
- Zowel de mannen als de vrouwen van AZ hebben gespeeld tegen Olympique Lyon. Beide teams werden in de eerste knock-outronde van de respectievelijke toernooien door de Fransen uitgeschakeld.